# Escultura del Renaixement
L'escultura del Renaixement s'entén com un procés de recuperació de l'escultura de l'antiguitat clàssica. Els escultors van considerar les restes artístiques i els descobriments de jaciments d'aquesta època passada la inspiració perfecta per a les seves obres. També es van inspirar en la Natura. En aquest context, cal tenir en compte l'excepció dels artistes flamencs al nord d'Europa, els quals a més a més de superar l'estil figuratiu del gòtic van promoure un renaixement aliè a l'italià, sobretot a l'apartat de la pintura.
Renéixer l'antiguitat amb l'abandonament del medieval, que per a Giorgio Vasari «havia estat un món propi de gots», i el reconeixement dels clàssics amb totes les seves variants i matisos va ser un fenomen gairebé exclusivament desenvolupat a Itàlia. L'art del Renaixement va aconseguir d'interpretar la Natura i traduir-la amb llibertat i amb coneixement a gran multitud d'obres mestres.

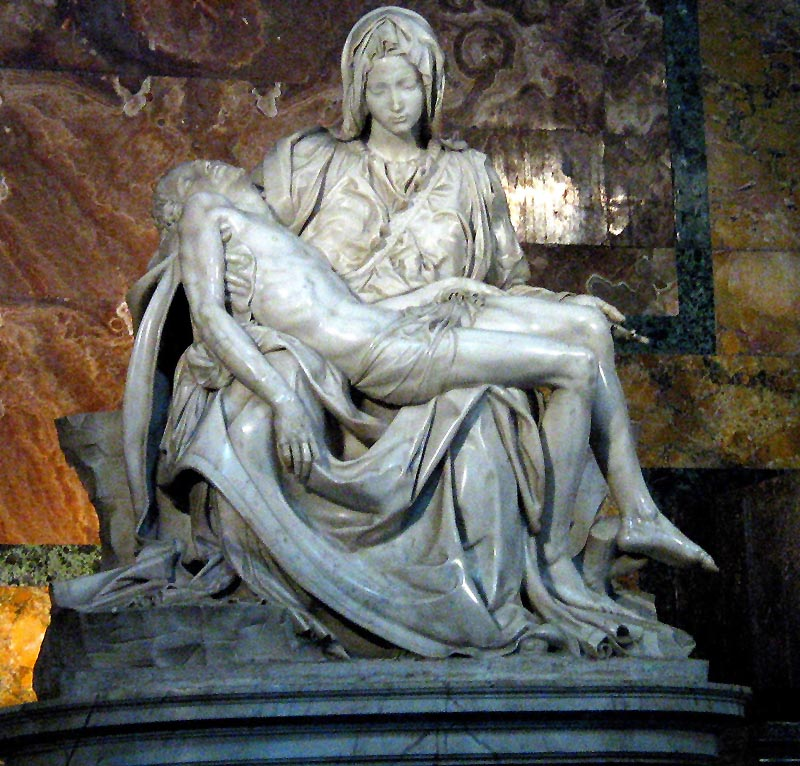
Pietat del Vaticà, obra del Renaixement de Miquel Àngel Buonarroti.

## Característiques

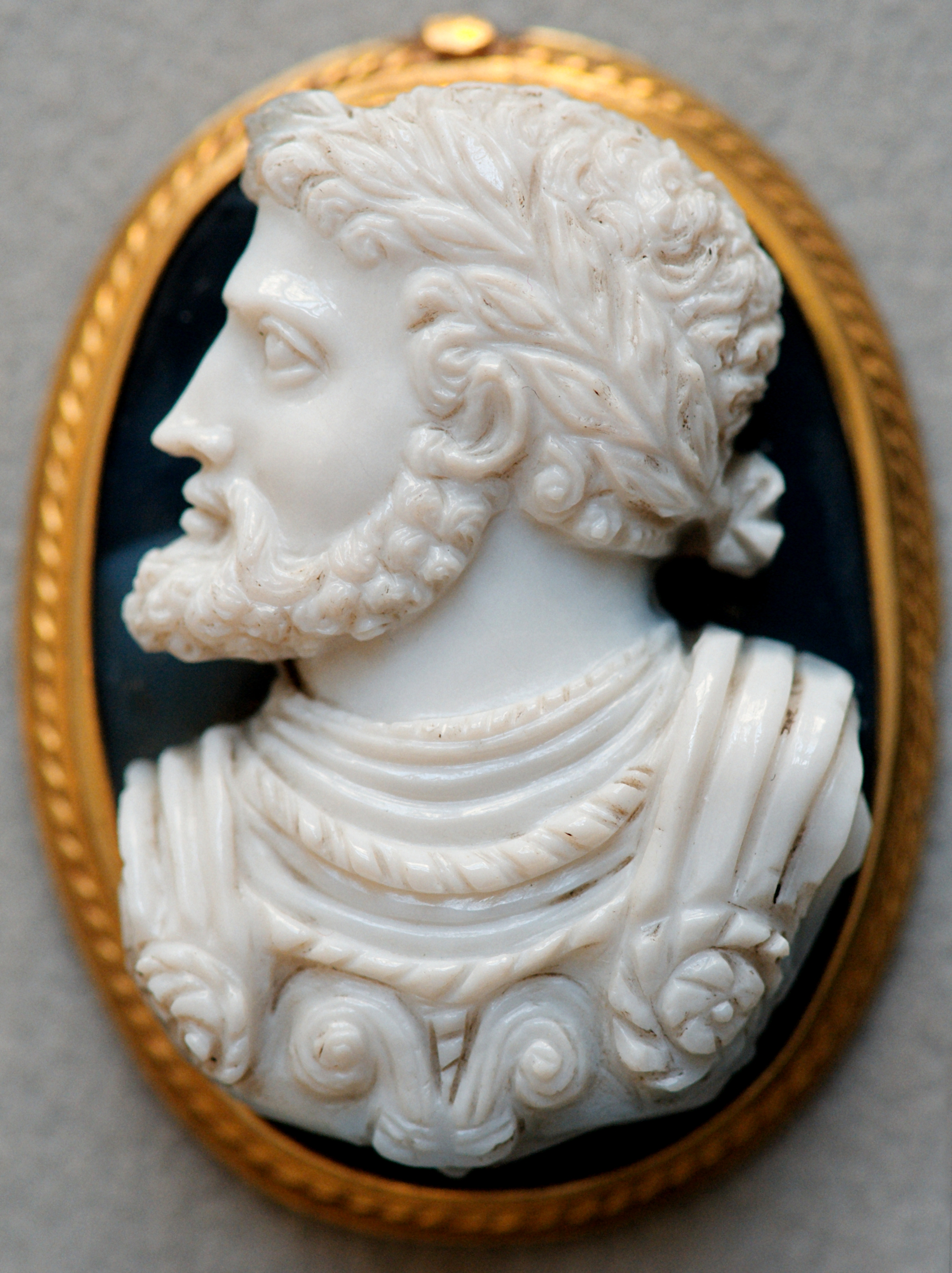
Camafeu en àgata blanca, representant a Carles V, obra italiana del

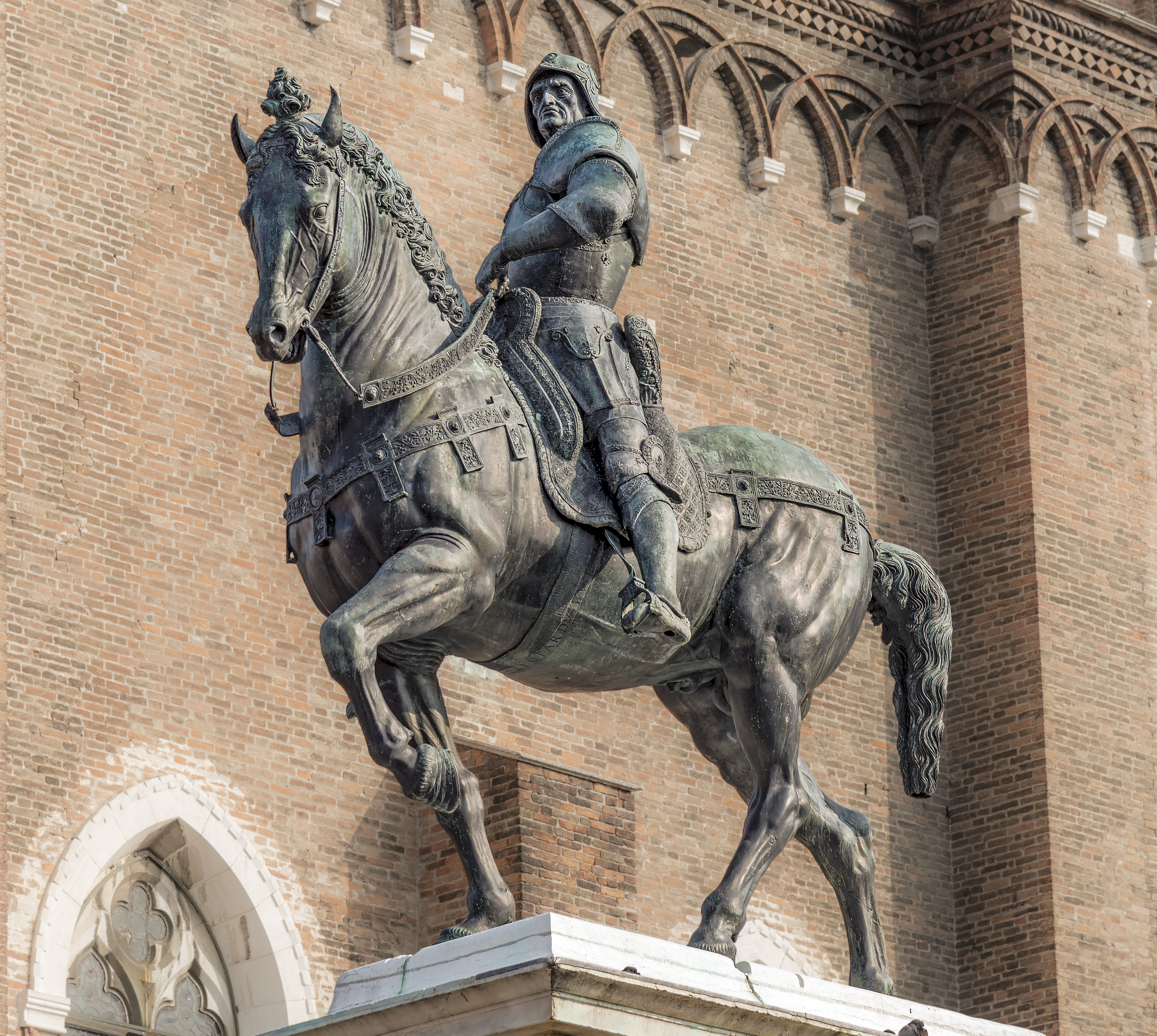
Escultura eqüestre de Bartolomeo Colleoni realitzada en bronze per Verrocchio

L'escultura al Renaixement va prendre com a base i model les obres de l'antiguitat clàssica i la seva mitologia, amb una nova visió del pensament humanista i de la funció de l'escultura a l'art. Com a l'escultura grega, es va cercar la representació naturalista del cos humà nu amb una tècnica molt perfeccionada, gràcies a l'estudi meticulós de l'anatomia humana. A Itàlia van conviure els temes profans amb els religiosos; llevat d'Espanya i d'Alemanya, on va prevaldre el tema religiós.
El cos humà va representar la Bellesa absoluta, ja que la correspondència matemàtica entre les parts es trobava ben definida, i el contrapposto va ser utilitzat constantment des de Donatello a Miquel Àngel. En aquesta època es va donar pràcticament l'alliberació de l'escultura del marc arquitectònic, els relleus es van realitzar amb les regles de la perspectiva i es van mostrar els personatges amb expressions de dramatisme que portaven a la sensació de gran terribilità en els sentiments exposats a les escultures de Miquel Àngel, com al rostre del seu David.
Un paper fonamental va ser la figura del mecenes, representat per l'església i la noblesa que obtenien, a canvi, prestigi social i influència política, i va abastar tots els temes: religiosos, mitològics, quotidians i retrats de personatges.
Al Renaixement va reaparèixer la glíptica grecoromana, que s'havia oblidat quasi per complet durant l'edat mitjana en la talla de pedra preciosa (llevat d'algunes mostres d'art romà d'Orient), i des del segle xvi es van llaurar preciosos camafeus de gust clàssic, tan perfectes que, de vegades, arriben a confondre's amb els antics. Malgrat tot, sí que va arribar a restablir-se l'ús de les entalles de pedra preciosa, tan predilectes de les civilitzacions grega i romana. Aquests petits relleus van servir als escultors com a model, una vegada engrandits, per a la decoració de grans medallons per a palaus d'Itàlia i del regne de França.

### Materials

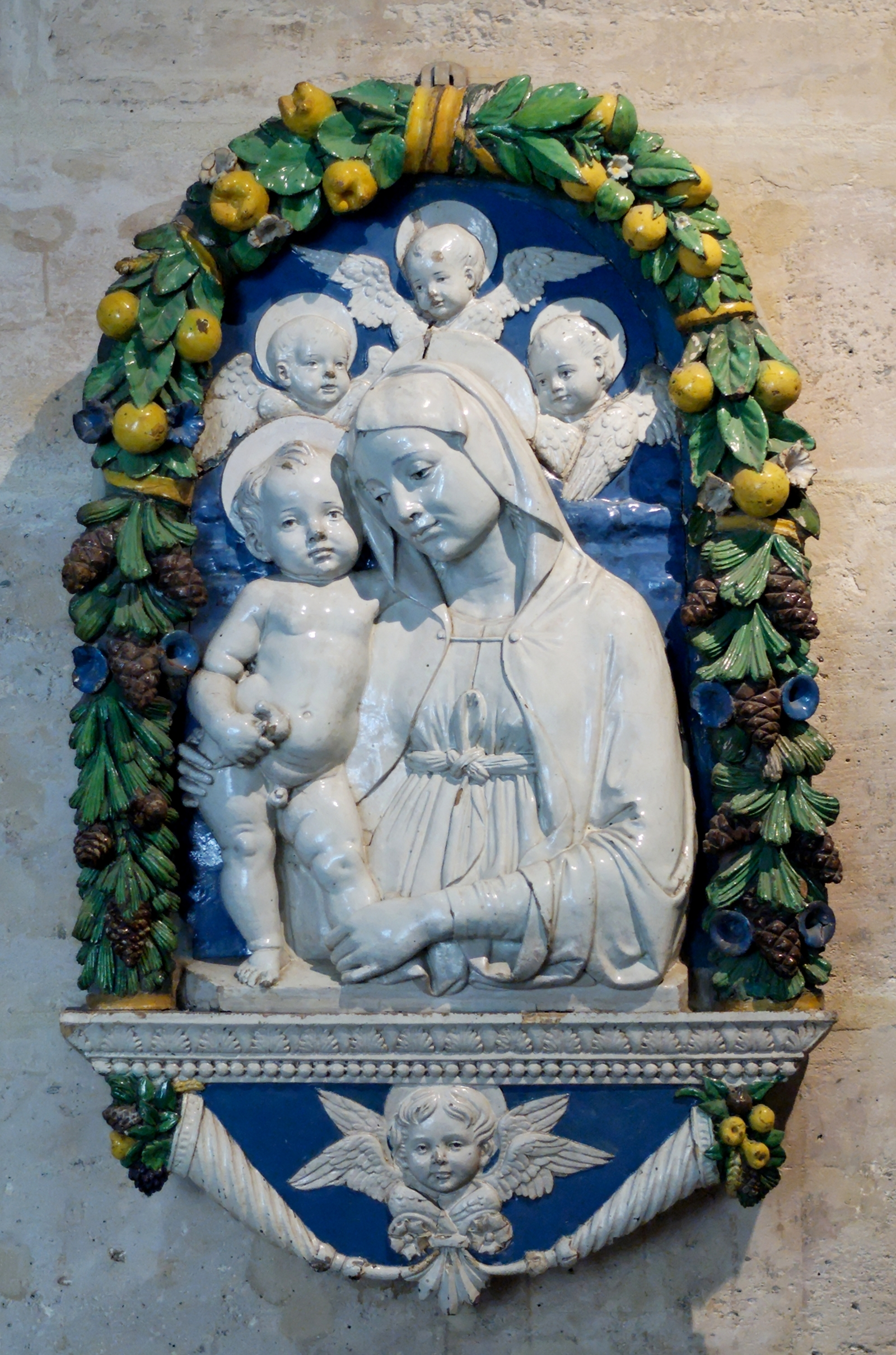
Terracota esmaltada Mare de Déu amb Nen y tres querubins per Andrea della Robbia

L'escultura del Renaixement es va servir de tota classe de materials, principalment del marbre, del bronze, de la fusta i de la terracota.
El marbre va ser un dels materials més emprats, juntament amb l'alabastre o els marbres roses que es van emprar principalment a les zones adjacents a les pedreres. El marbre més apreciat durant el Renaixement italià va ser el de Carrara, que posteriorment va ser exportat i actualment es troba estès per tots els països europeus. La seva qualitat, el seu blanc immaculat i la grandària de les seves pedreres feien que la majoria dels escultors es traslladessin a Carrara a buscar els seus blocs. Miquel Àngel va preferir aquest tipus de marbre a qualsevol altre, viatjava a les pedreres per escollir els blocs verges i també se sap de llargues estades per procedir al desbast in situ de les escultures.
El bronze va competir amb el marbre principalment pel que fa a la realització de monuments, fonts i petites escultures de decoració d'interiors. També es va emprar per realitzar estàtues eqüestres com la del condottiere Colleoni a Venècia. Les reproduccions de petites estàtues en bronze van tenir gran difusió durant Renaixement, a causa del gran nombre de col·leccionistes. A Florència, els iniciadors, per encàrrec dels Mèdici, van ser Antonio Pollaiolo amb Hèrcules i Anteu i Andrea del Verrocchio amb Nen alat amb peix. Del taller de Leonardo da Vinci es conserven petits bronzes amb el cavall encabritat d'una altura de 23 cm. L'escultor de Màntua, Pier Jacopo Alari Bonacolsi, anomenat L'Antico, es va instal·lar a Roma per a l'execució de reduccions a bronze de marbres antics.
La fusta va ser utilitzada majorment a països com Alemanya i Espanya perquè hi havia una gran riquesa forestal i el treball tradicional de la fusta policromada estava molt arrelat. Aquest material es va utilitzar per a l'execució d'escultura religiosa, retaules i altars.
La terracota va ser emprada com material més pobre i, per tant, més econòmic; es va utilitzar terracota en color natural i policromada, com la utilitzada per Antonio Rossellino i el seu deixeble Matteo Civitali a la Verge de l'Anunciació a l'església dels Serves de Lucca. L'artista italià Pietro Torrigiano va realitzar a Espanya diverses escultures en argila policromada, algunes d'elles es conserven al Museu de Belles Arts de Sevilla. A Luca della Robbia, que va seguir l'estil donatelliano, se li atribueix la invenció de la «terracota esmaltada» que va emprar al tabernacle de Santa Maria Novella de Florència en combinació amb el marbre per donar-li acolorit a l'obra, i després a tondos i a madonnas; el seu taller continuat pel seu nebot Andrea della Robbia va realitzar gran quantitat d'obres de terracota esmaltada que es van difondre per tot Europa.

### Tècniques

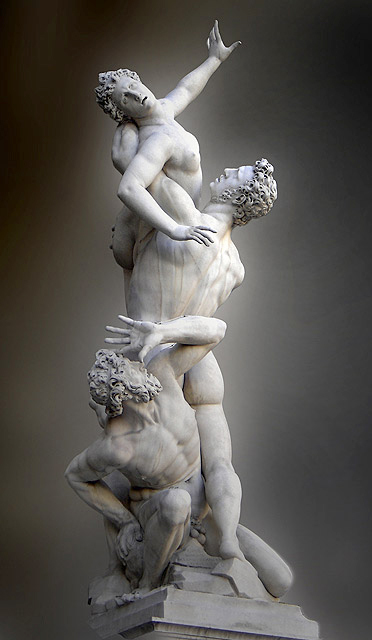
Rapte de les sabines, del escultor de Giambologna, on la composició es mostra amb el moviment d'espiral o serpentinata

La tècnica de la talla de marbre es va recuperar en el Renaixement amb la perfecció que havia tingut durant el període clàssic. Des del Renaixement es va utilitzar el trepant manual per eliminar la pedra fins a una certa profunditat. Aquesta eina s'utilitzava tant si es feia l'escultura en talla directa, com de vegades havia fet Miquel Àngel, com si s'utilitzava el passat de punts d'un model realitzat en guix, com normalment feien artistes com Giambologna, de qui s'aprecien els punts marcats a moltes de les seves escultures. Donatello va emprar el mètode grec de treballar el bloc en rodó; tanmateix Miquel Àngel ho tallava des d'un costat. Així ho va descriure Benvenuto Cellini: 
| « | El millor mètode emprat mai per Miquel Àngel després d'haver dibuixat la perspectiva principal al bloc, va començar a arrencar el marbre d'un costat com si tingués la intenció de treballar un relleu i, així, pas a pas, treure la figura completa. | » |

Per a les obres en bronze es necessitava la realització de l'obra prèviament en argila o en cera (cera perduda) per a la seva posterior fosa; després se cisellava per suprimir els possibles defectes de la fosa, es polia la superfície amb abrasius i de gust de l'escultor s'afegien les pàtines.
La talla en fusta, emprada sobretot al nord d'Europa i a Espanya, es podia realitzar també en talla directa sobre el bloc de fusta amb l'execució d'un esbós petit per la seva guia o amb el model previ en guix o argila, i també passar-ho per punts com al marbre.

### Composició
- Figura exempta

El Renaixement va adoptar els elements bàsics que havia descrit Vitruvi, que sostenia:
| «                                  | […] que la proporció de la forma humana havia de servir de paradigma per a les proporcions de les creacions de l'home. Ja que la natura ha dissenyat al cos humà de manera que els seus membres estan degudament proporcionats a la figura en el seu conjunt; sembla que els antics tenien una bona raó per a la seva regla, que diu que als edificis perfectes els diferents membres han de guardar relacions simètriques exactes amb l'esquema general al seu conjunt. | » |
| — D'Architectura (segle i) Vitruvi | |   |

La composició de la figura humana es va basar en la recerca de la perfecció a l'anatomia, sobre la qual molts artistes d'aquesta època van adquirir veritables coneixements amb la pràctica de disseccions per al seu estudi.
La primera escultura exempta renaixentista que va mostrar l'harmonia del nu va ser el David de Donatello durant el Quattrocento, en què s'apreciava la influència de l'estil de Praxíteles amb un lleuger contrapposto per aconseguir l'equilibri a la composició. Durant els següents anys, els coneixements sobre l'anatomia humana van anar adquirint una gran perfecció, fins a arribar a un contrapposto ple. Les expressions dels rostres van deixar d'ésser hieràtiques i absents per mostrar sentiments interiors; l'anomenada terribilità renaixentista (David de Michelangelo, cap a 1504). Els grups escultòrics de caràcter religiós mostraven la combinació del naturalisme amb una intensa expressivitat, la serenitat florentina va desaparèixer davant les passions que mostraven els personatges amb les seves cares deformades pels gests de desesperació i dolor, visibles a l'Enterrament de Crist de Guido Mazzoni i de Niccolò dell'Arca. L'escultura va anar evolucionant a la seva concepció i a les composicions dels seus grups, fins a arribar a la serpentinata pròpia del manierisme, que es mostra clarament en obres com la Pietat florentina de Miquel Àngel o l'Rapte de les sabines de Giambologna.
- Relleu

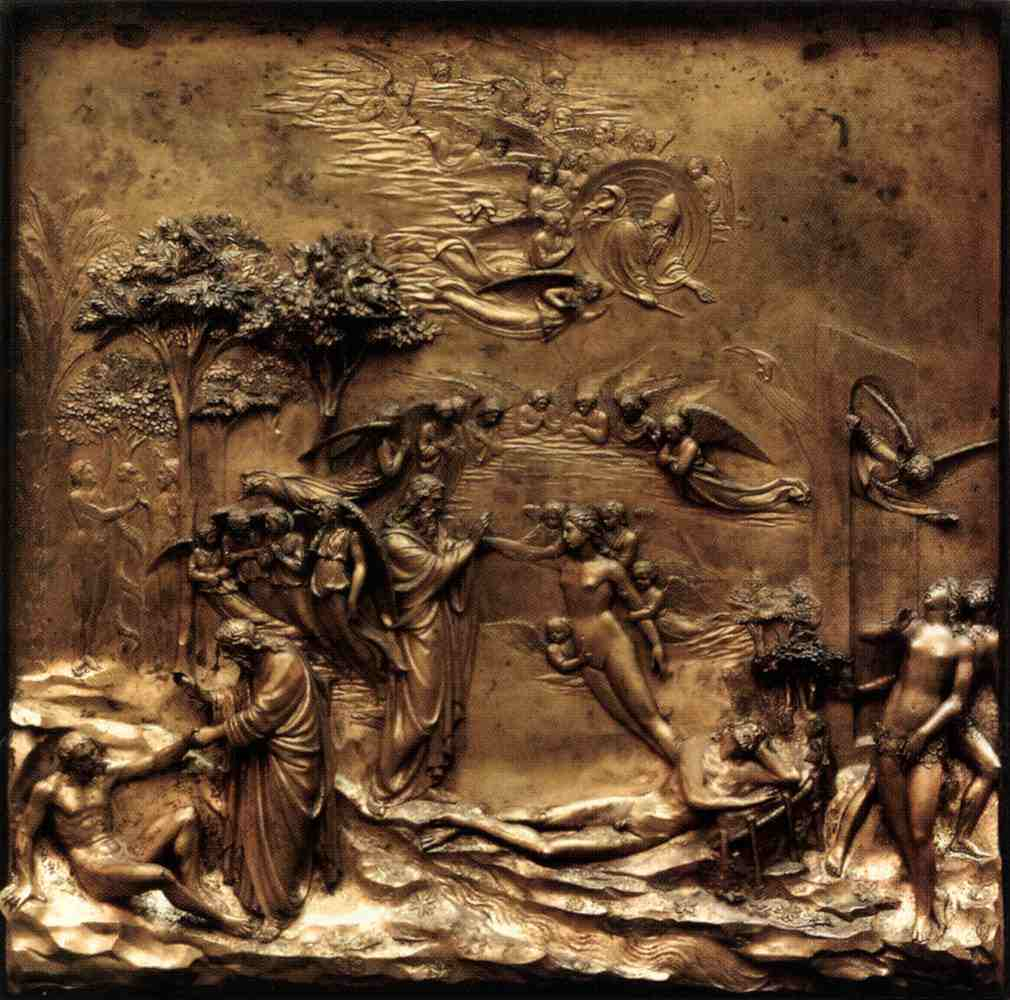
Relleu de Adam i Eva per Ghiberti

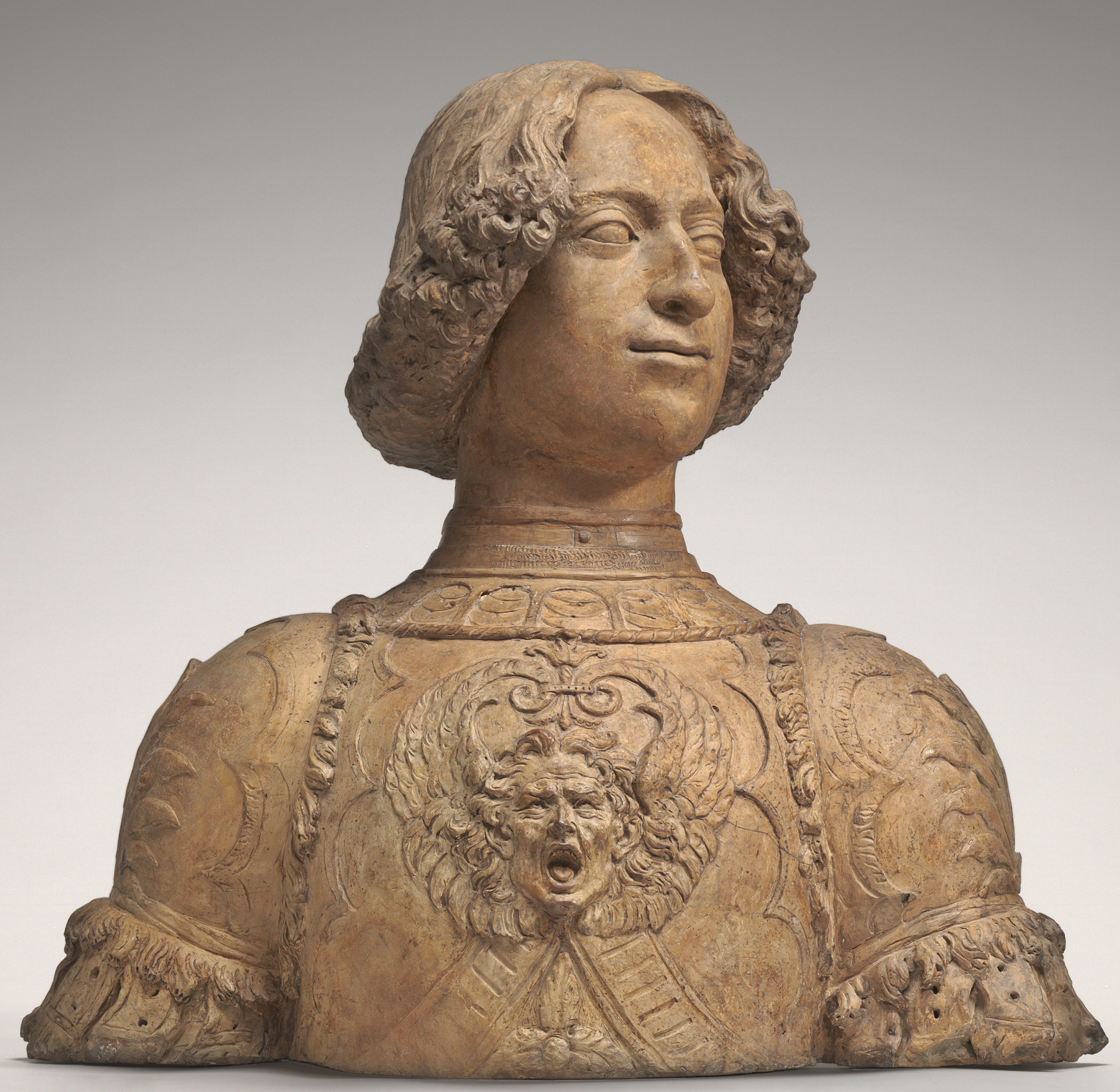
Bust-retrat de Giuliano de Mèdici por Verrocchio (1475-1478).

Al relleu es van utilitzar la representació de l'arquitectura i les acabades d'adquirir lleis de la perspectiva, per compondre els fons de les representacions, com a la cèlebre La Porta del Paradís de Ghiberti o als relleus amb la tècnica de stiacciato per a l'altar de la basílica de Sant Antoni de Pàdua realitzats per Donatello. Es componien estructures arquitectòniques com a teló de fons, igual que Giotto havia fet a les seves pintures protorenaixentistes. Algunes laudes de bronze italianes van ser transportades a Espanya, com la que es troba a la catedral de Badajoz de Lorenzo Suárez de Figueroa.
L'escultura flamenca, juntament amb la de països germànics, es va desenvolupar amb un realisme que es copsava a tots els detalls ornamentals, on el treball escultòric es presentava quasi com una feina d'orfebreria que es va aplicar als altars realitzats en fusta. També a Espanya, la influència gòtico-flamenca juntament amb la italiana es va recollir als relleus, com el d'una de les portes de la catedral de Barcelona realitzada per l'escultor flamenc Michael Lochner i per l'escultor Bartolomé Ordóñez el rerecor de la mateixa catedral, d'estil italià. Els relleus dels sarcòfags acostumaven a representar escenes de la vida dels difunts: la seva vida, miracles i martiri si eren religiosos, o la representació de batalles i fets militars si eren personatges de la noblesa. Els monuments van anar desenvolupant diferents fases de composició, des de l'estructura tradicional de la llosa funerària o l'estàtua del jacent solitari al seu sarcòfag emprat a l'època medieval, a les tombes adossades emmarcades per elements arquitectònics a la manera d'arc de triomf, i amb un resultat semblant a un retaule, on al carrer central es trobava l'urna normalment amb la figura del jacent sobre seu i figures al·legòriques als carrers laterals. Finalment, es realitzaven amb la representació dels difunts en actitud orant propis d'Espanya i França.
Durant el Renaixement es va originar a Espanya l'estil plateresc, que va representar el canvi de les formes de decoració als edificis amb elements escultòrics d'estil principalment italià. No solament es va realitzar a la pedra de les façanes sinó també en fusta i guix als interiors dels edificis, a base de relleus historiats i adorns vegetals típics del primer Renaixement (anomenats «in candelieri») amb grans escuts heràldics i putti al seu entorn.
- Bust

Els retrats en forma de bust van continuar sent utilitzats al Quattrocento amb la nova concepció humanística que imposava la representació amb gran semblança física, però també amb l'afirmació de la personalitat del retratat. Segons Leon Battista Alberti, l'artista havia de «caracteritzar però també establir relacions harmonioses». Es van realitzar en bronze, terracota policromada i marbre (Donatello, Verrocchio, Francesco Laurana).
- Estàtua eqüestre

L'estàtua eqüestre de mida natural en bronze ja havia estat tractada pels escultors romans com el Marc Aureli emplaçat aleshores a Sant Joan del Laterà; també els cavalls de bronze de Sant Marc de Venècia van servir de model per al Renaixement italià, i poden considerar-se inspiradors de l'Estàtua eqüestre de Gattamelata de Donatello i del monument de Bartolomeo Colleoni de Verrocchio. Els estudis de Leonardo da Vinci van portar un canvi a la representació del cavall, que es va col·locar recolzat sobre les seves potes de darrere i en actitud d'abalançar-se sobre l'enemic; la idea va ser presa probablement de relleus de sarcòfags antics.

## Escultura italiana
La historiografia divideix aquest període entre els segles XV i xvi, en dues etapes que prenen el nom de Quattrocento i Cinquecento.

### El Quattrocento. Escultors florentins

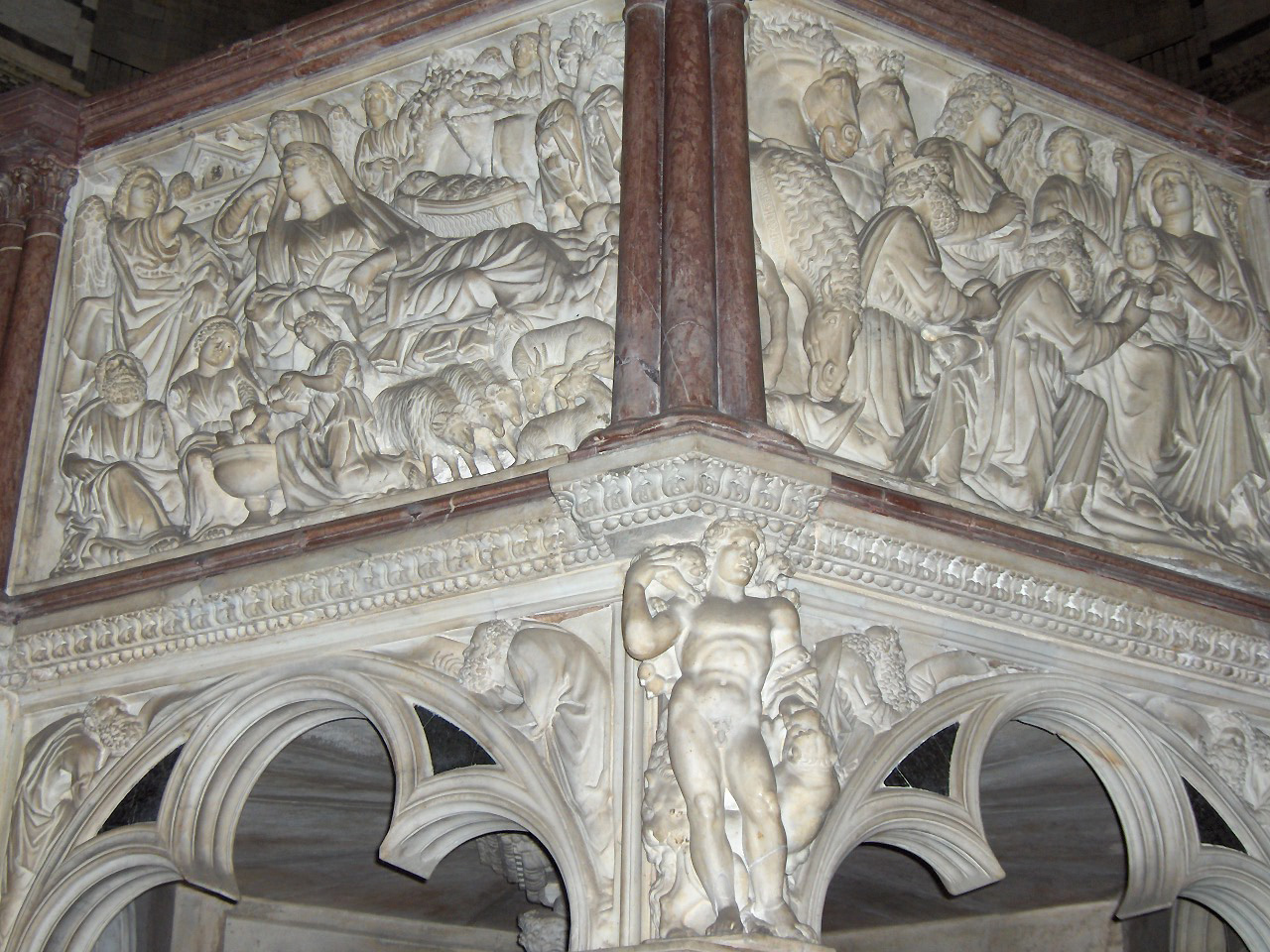
Detall del púlpit del baptisteri de Pisa: l'Anunciació als pastors i l'Adoració dels Reis Mags, per Nicola Pisano.

Mentre a la resta d'Europa imperava encara l'art gòtic, a Itàlia comença al segle xv el Quattrocento o primer Renaixement. És el moment en què triomfa l'Home i la Natura. L'escultura va per davant l'arquitectura i de la pintura, desenvolupant-se vertiginosament. Els seus antecedents van tenir lloc al sud d'Itàlia, a la cort de Frederic II de Sicília, sota la protecció del qual va néixer una escola artística que portava ja llums anticipades del que seria el Renaixement del segle xv. Va ser la regió de la Toscana durant l'anterior període del segle xiv la que va heretar aquesta nova manera de fer escultura a través de la figura de Nicola Pisano, seguit pel seu fill Giovanni Pisano, i després Andrea Pisano (primeres portes de bronze del Baptisteri de Florència) i Nino Pisano.
Nicola Pisano (signava les seves obres amb aquest apel·latiu), el nom del qual era Nicola de Puglia, va arribar des d'aquesta regió del sud d'Itàlia (anomenada Pulla en català) a establir-se a Pisa (Toscana). A Pisa (com a la majoria de les regions d'Europa) es mantenia encara l'art romànic i es començava a emprar el gòtic. Nicola Pisano va rebre l'encàrrec de llaurar el púlpit del baptisteri de la catedral de Pisa apresos a Pullia sobretot fent recalcament a la forma clàssica de l'Hèrcules nu. Aquesta obra, el púlpit, és considerada com precursora del Renaixement italià.

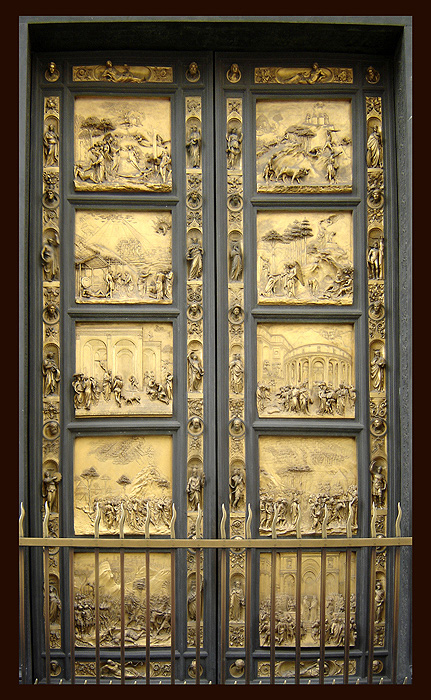
La Porta del Paradís de Ghiberti

Després d'aquests antecedents, serà la ciutat de Florència, ciutat pròspera en aquests moments, amb la poderosa família dels Mèdici, mecenes i promotors de l'art, la que va prendre el protagonisme a la figura del seu millor representant: Lorenzo Ghiberti. Des d'aquest moment ja no es detectarà cap indici ni llast medieval. L'escultura florentina serà durant segle i mig la dominadora del retrat de bust, de l'eqüestre, del relleu i de la figura exempta. El material emprat per excel·lència en aquest període va ser el marbre seguit del bronze.
Ghiberti, Donatello i Jacopo della Quercia com els millors, seguits pels Luca della Robbia, Verrocchio, Antonio Pollaiuolo i Agostino di Duccio, van formar el grup de grans escultors de l'escola florentina del Quattrocento.
Aquesta etapa del Quattrocento va començar amb l'obra escultòrica dels relleus de les portes del Baptisteri de Florència realitzats per Lorenzo Ghiberti, un jove escultor de vint anys. El baptisteri ja tenia dues portes treballades per Andrea Pisano el 1330, i el 1401 es va convocar un concurs per a les altres dues restants. El concurs va ser guanyat per Ghiberti, en competició amb Brunelleschi, acabant la primera de les dues portes el 1424; el seu treball va ser admirat i molt ben considerat, per la qual cosa la ciutat li va encarregar la segona porta. Va invertir uns vint anys a treballar cadascuna; va ser pràcticament l'obra de la seva vida. Aquesta segona porta feta per Ghiberti i quarta del baptisteri és la coneguda com Porta del Paradís, batejada així per Miquel Àngel i considerada una de les fites del Quattrocento.

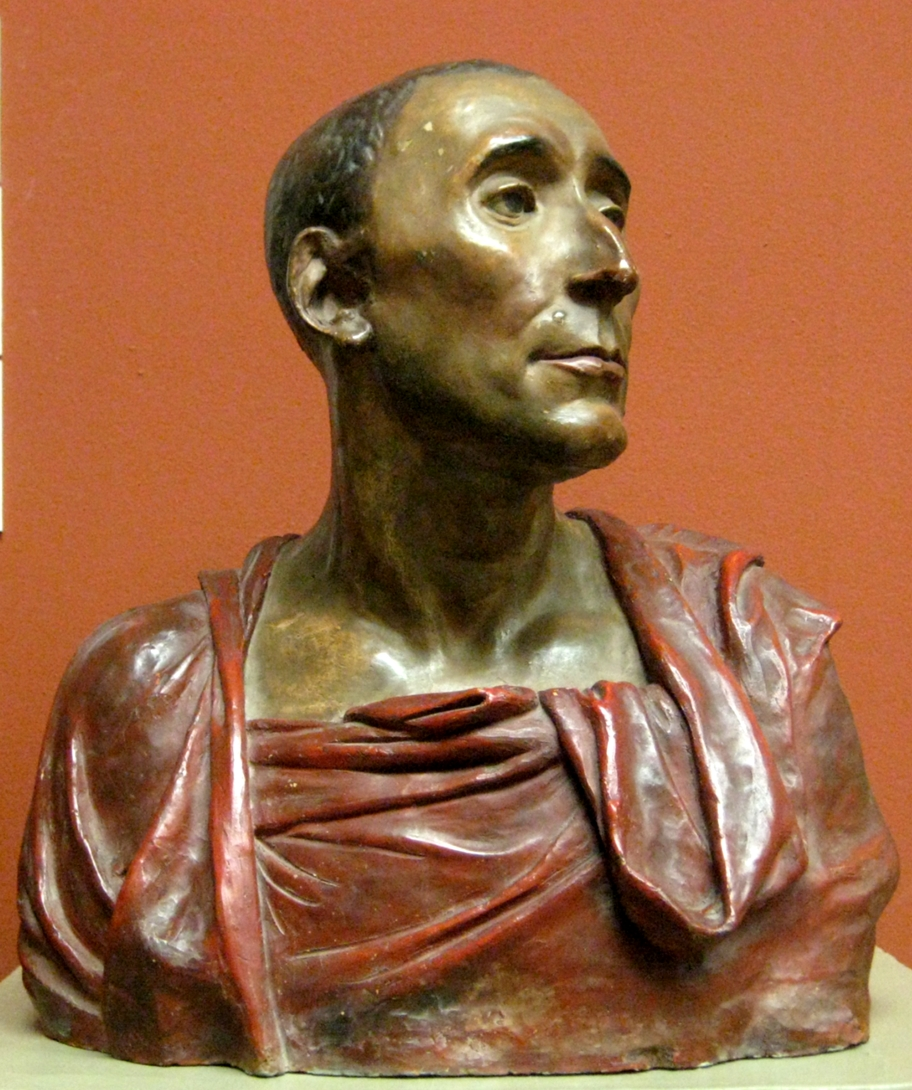
Retrat de Niccolò da Uzzano en terracota policromada per Donatello

El segon gran escultor d'aquest període va ser Donatello, deu anys més jove que Ghiberti. Va ser molt més polifacètic a la seva obra, concentrant-se sobretot en la figura humana. Donatello és concebut a la Història de l'Art com el precursor de Miquel Àngel i és, en realitat, un artista independent, fogós i realista. El seu més gran interès va ser la figura humana a les diferents edats, abastant tota classe de tipus, gests variats i expressant a la seva obra els estats espirituals més heterogenis. D'altra banda, es considera Donatello com un gran expert en el tema infantil, sobretot a l'expressió de l'alegria dels nens, per exemple a les tribunes de les catedrals de Florència i  Prato. A l'escultura de ple volum Donatello va difondre el retrat renaixentista del bust tallat horitzontalment pel pit i no sobre pedestal com era costum a l'escultura romana. Exemples: Bust de jove amb camafeu que porta un gran camafeu al coll; bust en terracota del Retrat de Niccolò da Uzzano. Aquesta manera de presentar els busts-retrats va ser adoptada pels escultors del Renaixement i va arribar quasi fins època barroca.Al segle xvi el bust es va anar allargant fins a ser tallat per la cintura. També dins de l'escultura de ple volum, Donatello va ser el precursor de la figura a cavall en bronze en homenatge a un gran personatge i disposada al centre d'una plaça pública. La primera estàtua eqüestre de Donatello va ser la coneguda com Gattamelata.

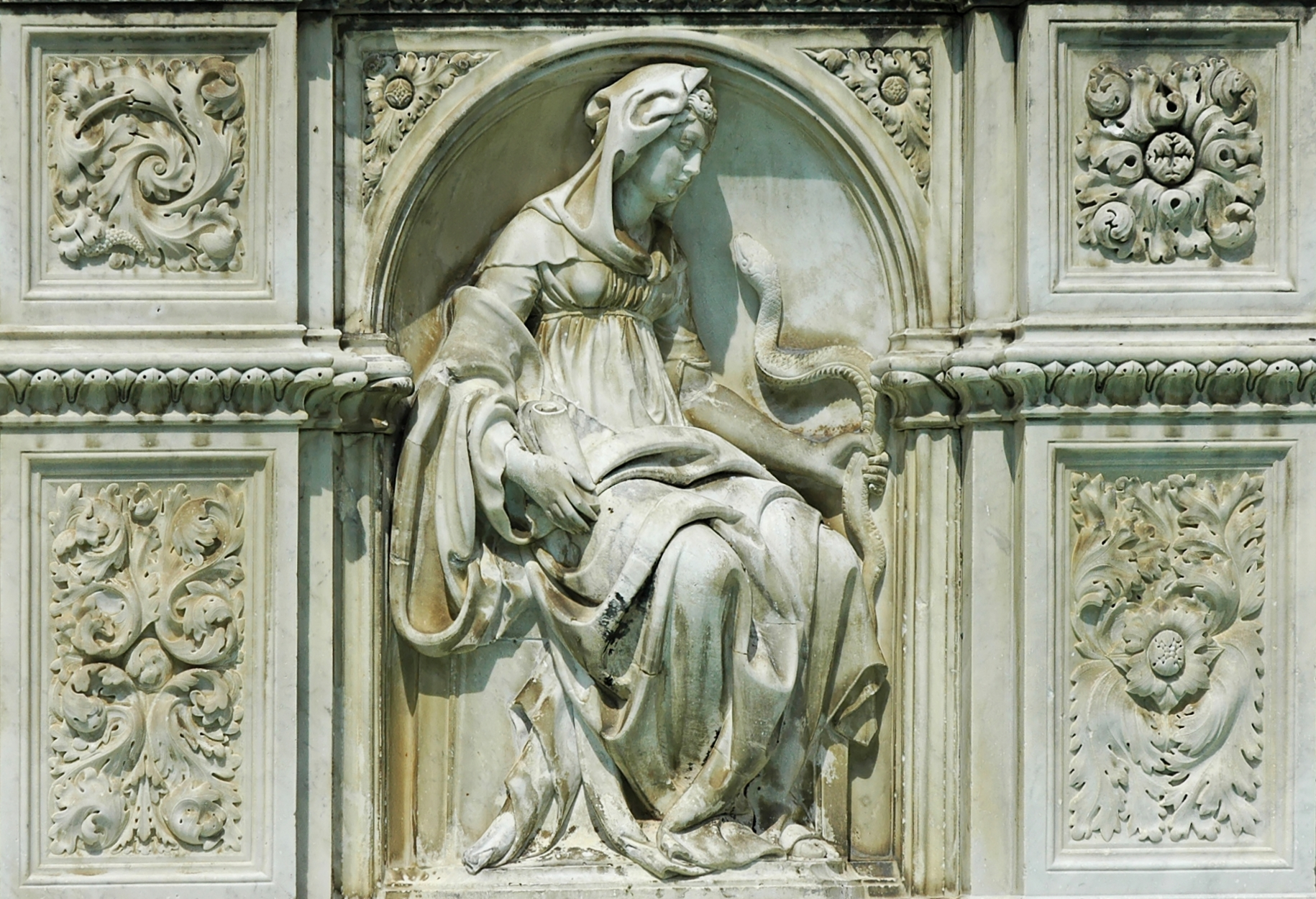
Detall d'una figura a la Font Gaia de Siena, per Jacopo della Quercia

Jacopo della Quercia (mort el 1438) és el tercer gran escultor d'aquesta escola florentina i l'únic del grup que no és natural de Florència sinó de Siena. Pertany a la generació de Ghiberti. El seu estil és grandiloqüent i massiu, per contrast amb l'estil detallat de Ghiberti. La seva obra mestra va ser la portada central de Sant Petronio, a Bolonya, que va començar el 1425. Es tracta d'una sèrie de relleus que representen la Gènesi i la infància de Jesús, amb busts de profetes i la imatge de la Mare de Déu. Als seus relleus domina la monumentalitat i el tractament de musculoses figures, anticipant-se a l'estil de Miquel Àngel. Jacopo della Quercia és l'autor de la Font Gaia de Siena, de les tombes d'Ilaria del Caretto a Luca i de Galeazzo Bentivoglio a Bolonya.
El grup de la família de la Robbia està encapçalat per Luca della Robbia (mort el 1482), que es va dedicar quasi per complet al tractament de la infantesa i joventut de la figura femenina. Luca va crear escola on va introduir la tècnica de la terrissa vidriada, que va anar apareixent als més diversos temes, des del petit relleu fins al retaule amb copioses figures. També va treballar en marbre i en bronze. Andrea della Robbia, nebot de Luca, va ser el millor dotat dels seus seguidors. És l'autor dels medallons circulars de nens llaurats al Spedale degli Innocenti de Florència. L'últim del grup va ser Giovanni della Robbia, que no només era escultor, sinó també decorador i, de vegades, terrissaire.

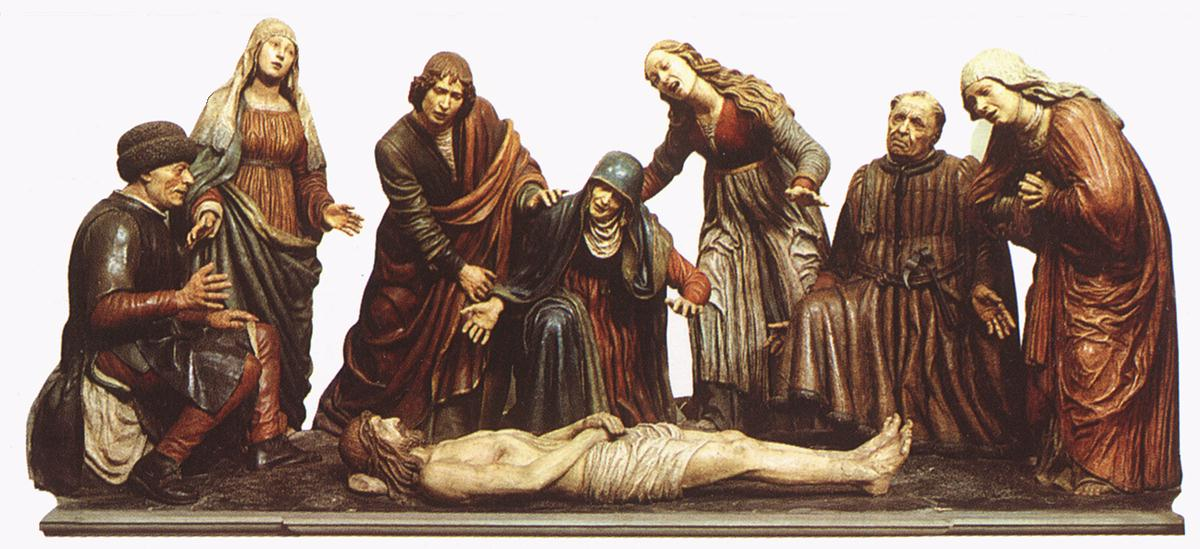
Plor sobre Crist mort de terracota pintada per Guido Mazzoni

Andrea del Verrocchio (1435-1488) va estar molt influït per les obres de Donatello fins al punt de repetir algun dels seus temes, com el David a Florència o l'estàtua eqüestre del condottiere Colleone a Venècia (ambdues de bronze). Verrocchio es caracteritza pel seu profund estudi anatòmic. Antonio Pollaiuolo va ser també un bon representant florentí de la interpretació de l'energia corpòria i del moviment violent. La seva obra mestra en aquest estil és Hèrcules i Anteu, guardada al Museu del Bargello. Agostino di Duccio (1418-1481) va ser també un seguidor de Donatello, imitant el seu famós Stiacciato, sobretot a la decoració de la façana de l'oratori de Sant Bernardino a Perusa i al temple Malatestiano de Rimini.
Un altre gran escultor que va treballar a Mòdena va ser Guido Mazzoni (mort el 1518), l'obra del qual a la seva majoria va ser feta en fang cuit pintat, tècnica en gran apogeu en aquests moments. Una de les seves composicions més famoses va ser el Plor sobre Crist mort per a l'església de Sant Joan de Mòdena, que alhora va haver d'influir a l'obra de l'Enterrament de Crist elaborada per Juan de Juni el 1463, a propòsit d'un viatge a les ciutats de Bolonya, Mòdena i Florència.

### Cinquecento
El Cinquecento o ple Renaixement es va desenvolupar al llarg del segle xvi amb característiques diferenciades a cada una de les dues meitats del segle, dominant el classicisme a la primera i el manierisme a la segona. Va suposar el triomf de les experiències del Quattrocento. Una de les seves característiques principals és el gust per la grandiositat monumental, tenint sempre present la troballa del clàssic Laocoont i els seus fills, descobert el 1506.
Mentre els artistes del Quattrocento van crear escola a Florència, els artistes del Cinquecento van crear les seves obres i van desenvolupar el seu art principalment a la ciutat de Roma, que va passar a ser el centre artístic del nou segle. Florència es va mantenir com a ciutat renaixentista important, i es van continuar fent obres mestres d'art a la capital toscana durant aquest període, com el David, els sepulcres de les Capelles dels Mèdici, el Perseu de Benvenuto Cellini, etc. L'artista representatiu d'aquest període és Miquel Àngel, personatge de gran força i personalitat.

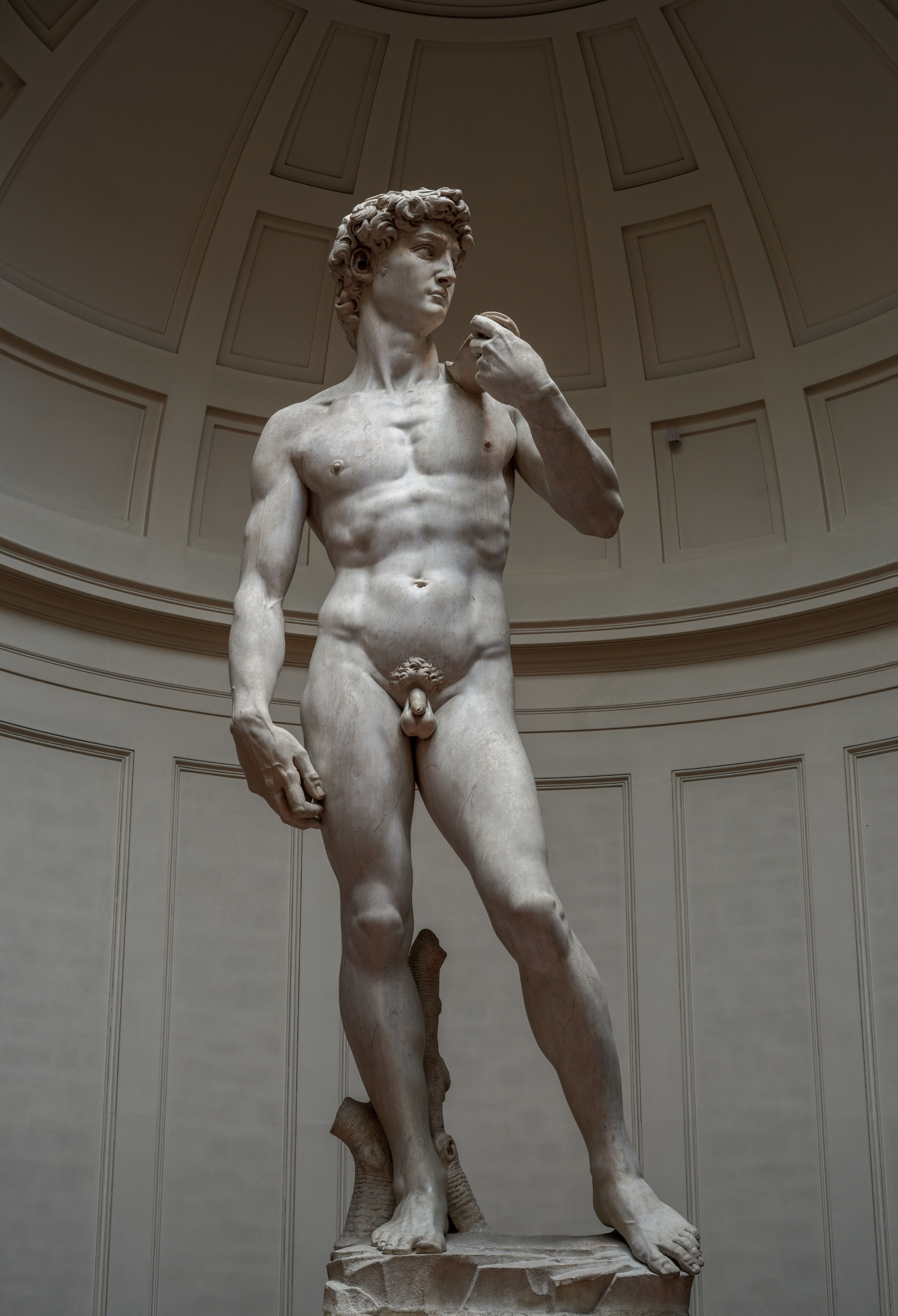
El David de Miquel Àngel

Michelangelo Buonarroti, deixeble també de l'escola florentina, resumeix a la seva persona quasi tot l'art escultòric de la seva època a Itàlia (anys 1475-1564). Als primers trenta anys de la seva vida va conservar el seu cisell algunes tradicions del segle xv produint obres moderades i belles, encara que vigoroses. A aquesta primera època es deuen les seves ponderades escultures de la Madonna de Bruges i la Pietat amb alguns Bacos i Cupidos i el David de Florència. Però des de l'any en què els papes van començar a encarregar-li la construcció de grandiosos monuments, va crear un estil gegantí, vigorosíssim, ple de passió, independent i anomenat de terribilità excepcionalment seu. D'aquest gènere són les escultures dels sepulcres dels Médici a la capella d'aquests a Florència (de Julián i el seu germà Lorenzo, l'estàtua sedent del qual es coneix amb el nom d'Il Pensieroso per la seva actitud pensarosa) i les estàtues que preparava l'artista per al sepulcre del papa Juli II, per damunt de tot el famós Moisès que es troba a la basílica de San Pietro in Vincoli.
Andrea Sansovino (el seu nom propi és Andrea Contucci) va ser un artista educat entre els artistes florentins que es manifesta a les seves escultures amant de la forma exterior, de l'anatomia i del classicisme, sobretot a les estàtues que decoren els mausoleus del cardenal Ascanio Sforza i del bisbe Basso Rovere a la basílica de Santa Maria del Popolo, a part d'altres a Florència i Venècia. El seu deixeble Jacopo Sansovino va treballar principalment a Venècia, estant el gran difusor de l'obra de Miquel Àngel. Una de les seves millors obres escultòriques és el Bacus.

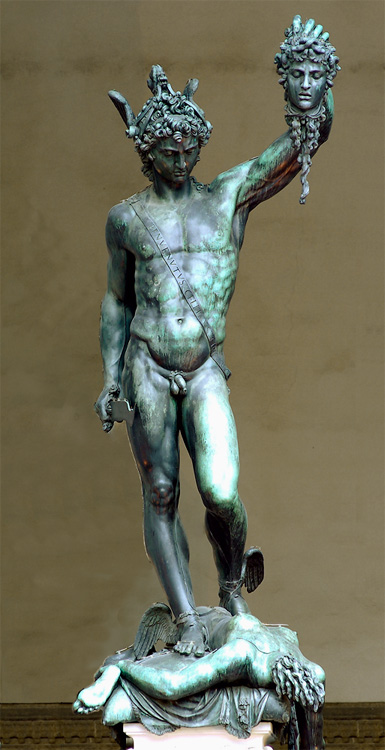
Perseu de Benvenuto Cellini

Benvenuto Cellini va ser, a més a més d'escultor, un gran orfebre. La seva obra monumental en bronze de Perseu amb el cap de Medusa va ser un símbol del triomf de la família Mèdici sobre la República florentina. És l'autor del Crist de marbre al Monestir de l'Escorial.
Baccio Bandinelli i Bartolomeo Ammannati van ser dos escultors contemporanis de Cellini que van esculpir per a la plaça de la Signoria de Florència les monumentals estàtues d’Hèrcules i Caco i la Font de Neptú. Els dos Leoni, Leone i Pompeo (pare i fill) van ser grans fonedors en bronze i van treballar principalment a Espanya, durant el regnat de Felip II de Castella.

### Manierisme
El terme manierisme es refereix a un estil de característiques pròpies dins del Renaixement. Es va donar al llarg de segle xvi, especialment des de 1520. La característica que millor ho defineix és la constant recerca d'allò no convencional juntament amb la destrucció d'un equilibri lògic aplicant línies o actituds deformants, cosa que a primera vista pot ésser desconcertant per a l'espectador. És el rebuig de l'equilibri adoptant actituds forçades.

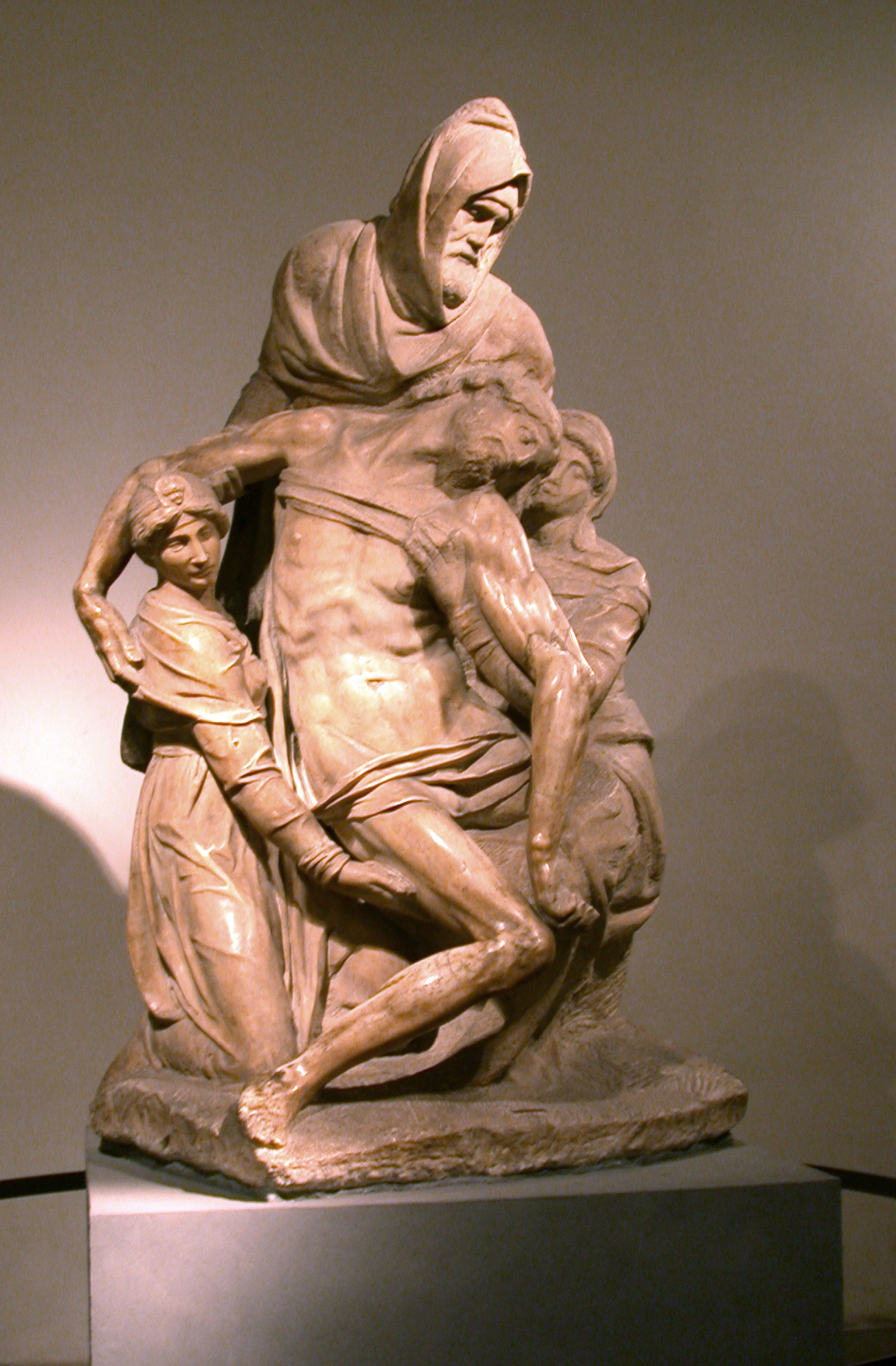
Pietat florentina de Miquel Àngel.

Al manierisme l'escultura va refusar el classicisme cercant formes curvilínies i dinàmiques, l'anomenada serpentinata o composició de revolt i contra revolt on els cossos giraven en si mateixos, en espais estrets i de vegades amb escorços molt pronunciats.
A Itàlia, l'escultura manierista està representada per Giambologna, Benvenuto Cellini i Miquel Àngel, un dels millors exemples del qual és la Pietat florentina on el Crist es mostra amb actitud serpentinata.
Es va difondre aquest estil per Europa gràcies a l'extensa col·lecció de gravats, i sobretot al terreny escultòric en la profusió de petits bronzes vinguts d'Itàlia. Així es va desenvolupar a les corts europees de Francesc I a Fontainebleau amb Francesco Primaticcio, que va ser l'encarregat de portar còpies d'antiguitats des de Roma.
També es va desenvolupar a la cort de Rodolf II a Praga, i de Felip II a El Escorial, on la correcció acadèmica va caracteritzar l'estil del manierisme emprat pels Leoni. Influït per Miquel Àngel, Gaspar Becerra va imposar el seu estil manierista al retaule de la catedral d'Astorga, i és a Valladolid on es trobava, a més a més de Becerra, Juan de Juni, i on es va realitzar més escultura d'aquest tipus clàssic -heroic.

## Escultura francesa

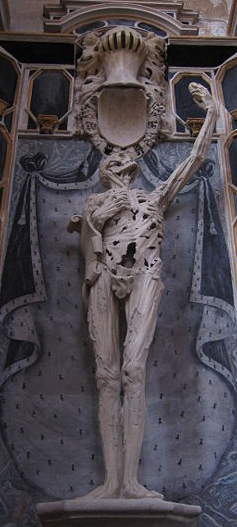
Memorial de René de Chalon a Bar-le-Duc obra de Ligier Richier

L'interès polític dels reis de França per assentar els seus dominis a terres italianes va tenir conseqüències culturals, ja que van ser diversos els artistes italians que des de la segona meitat del segle XV es van establir a la cort francesa, sent Francesc I el principal mecenes d'aquests artistes, entre els quals es trobava Leonardo da Vinci. Cap a 1460 es va establir a Provença l'escultor Francesco Laurana, a qui es considera l'introductor del Renaixement al regne de França, i que va treballar sobretot a la part sud del país. Una de les seves escultures més conegudes és el sepulcre de Carles III de Provença a la catedral de Le Mans.
Un dels temes més tractats a l'escultura francesa d'aquesta època és el del «Sant Enterrament» i els monuments sepulcrals on la figura del jacent és tractada amb gran realisme. Es representa el difunt com a cadàver o també en esquelet; al moment de la transició, com és el cas del de Juana de Borbó al Louvre. D'aquest tipus són dues obres realitzades per Ligier Richier amb policromia en blanc, negre i grisa: el Memorial de René de Chalon a Bar-le-Duc on l'esquelet parcialment descarnat tendeix un cor cap al cel; i el demacrat cos jacent de Philippe de Gueldre a l'església des Cordeliers de Nancy. Aquesta al·legoria de la resurrecció dels morts arriba mitjançant el camí de la terribilità italiana i del desvetllament de l'interior del cos, encara que no presenti una anatomia perfecta als ulls de la ciència.

Amb la influència italiana destaca Michel Colombe, escultor de la reina Anna de Bretanya a començaments del segle xvi i que va realitzar per encàrrec seu el sepulcre dels seus pares, el duc Francesc II i Margarida de Foix a la catedral de Nantes. A les figures jacents del sepulcre encara s'aprecien trets gòtics, però no als elements decoratius i a quatre figures de les Virtuts de mida natural col·locades als angles del monument. 

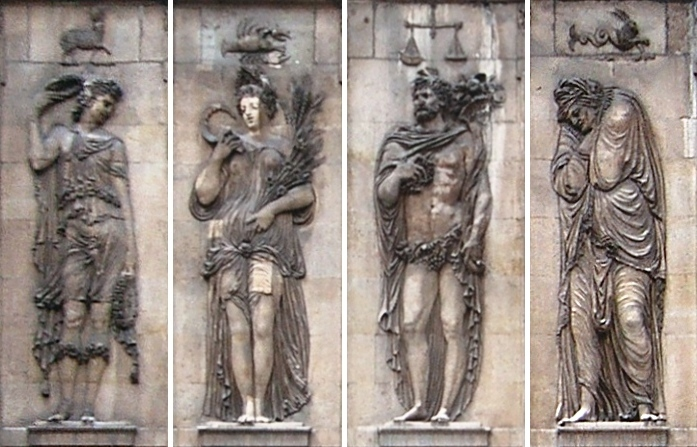
Les Quatre Estacions de Jean Goujon, (c.1547) (Museu Carnavalet, París).

El seu nebot Guillaume Regnault, també escultor, el va succeir al càrrec com a escultor de la reina. La seva obra mestra són les estàtues jacents del conseller reial Louis Porcher i la seva esposa, avui al Museu del Louvre.
També a començaments del segle xvi, Jean Goujon (anomenat el «Fídies francès») va iniciar els seus treballs a Rouen, i el 1544 va acudir a París per ésser nomenat escultor reial el 1547, on va realitzar nombrosos encàrrecs com les al·legories de Les Quatre Estacions, les Nimfes, unes Cariàtides per a la tribuna dels Músics i va realitzar els signes del Zodíac per a l'antic ajuntament de París. Per aquests mateixos anys, Germain Pilon va realitzar nombrosos monuments amb gran influència de Miquel Àngel, entre els quals destaca el Crist Ressuscitat amb figures dels guardians, un grup per a la capella d'Enric II conservat al Museu del Louvre, les figures dels quals estan inspirades en composicions pictòriques com el Josep d'Arimatea de Rosso Fiorentino. El Crist mort s'assembla als gravats de Parmigianino, perquè les figures cerquen les diagonals i els escorços són espectaculars, amb els plecs dels vestits ajustats i molt prims, recordant els relleus de l'antiguitat clàssica. Fidel seguidor seu va ser el seu deixeble Bartomeu Prieur, qui va treballar al servei d'Enric IV de França. Pierre Puget, anomenat el «Bernini francès», va ser ja un escultor tardà del Renaixement que va sobresortir amb la seva obra Miló de Crotona.

## Escultura hispànica

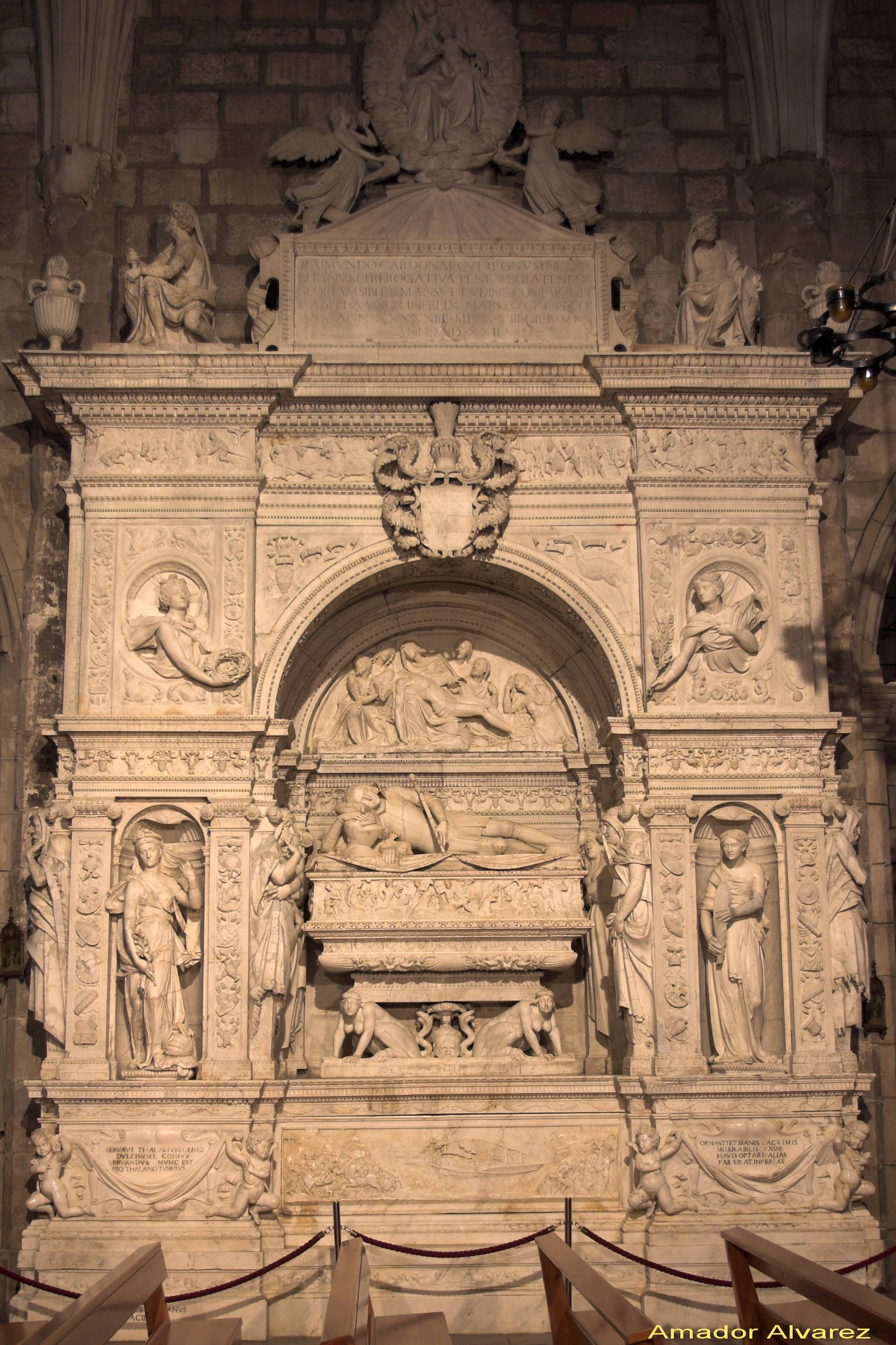
Sepulcre de Ramon Folc de Cardona-Anglesola per l'escultor italià Giovanni Merliano da Nola

Les idees i formes escultòriques del Renaixement italià van penetrar a les corts de Castella i d'Aragó durant el segle xv amb els artistes florentins que van venir a treballar, i van continuar estenent-se amb artistes de diverses nacionalitats i alguns del propi territori que van aprendre a Itàlia des dels últims anys del mencionat segle. Tanmateix, el nou estil no va aconseguir implantar-se amb fermesa fins a la pujada al tron del rei Carles V, a començaments del segle xvi.

### Corona d'Aragó
A Barcelona havia arribat el segle xiv l'art dels pisans amb el sepulcre de santa Eulàlia a la catedral de Barcelona, obra de Lupo di Francesco, a part d'algunes altres influències a dalt descrites. Quasi un segle més tard es va treballar al rerecor de la catedral de València alguns relleus pel florentí Giuliano, deixeble de Ghiberti, juntament amb altres d'escultors autòctons. Però aquests assaigs i temptatives van quedar aïllats fins a l'arribada d'altres mestres de l'escola florentina a la fi del segle xv i principis del següent. Una altra via de penetració del nou estil als territoris del Regne d'Aragó, es va produir amb la importació d'Itàlia del mausoleu sepulcral de Ramon Folc de Cardona-Anglesola, realitzat per l'escultor renaixentista italià Giovanni Merliano da Nola entre els anys 1522 i 1525; actualment es troba instal·lat a l'església parroquial de Bellpuig, a la comarca de l'Urgell.
A la Corona d'Aragó va destacar un gran escultor d'origen valencià Damià Forment que va realitzar, entre d'altres, el retaule major de la Basílica del Pilar a Saragossa amb algunes influències encara de l'estil gòtic i que va passar a un estil renaixentista clar al retaule del monestir de Poblet. Un dels seus deixebles, Juan de Salas, va ser l'encarregat de portar el seu estil a les obres realitzades a Mallorca.

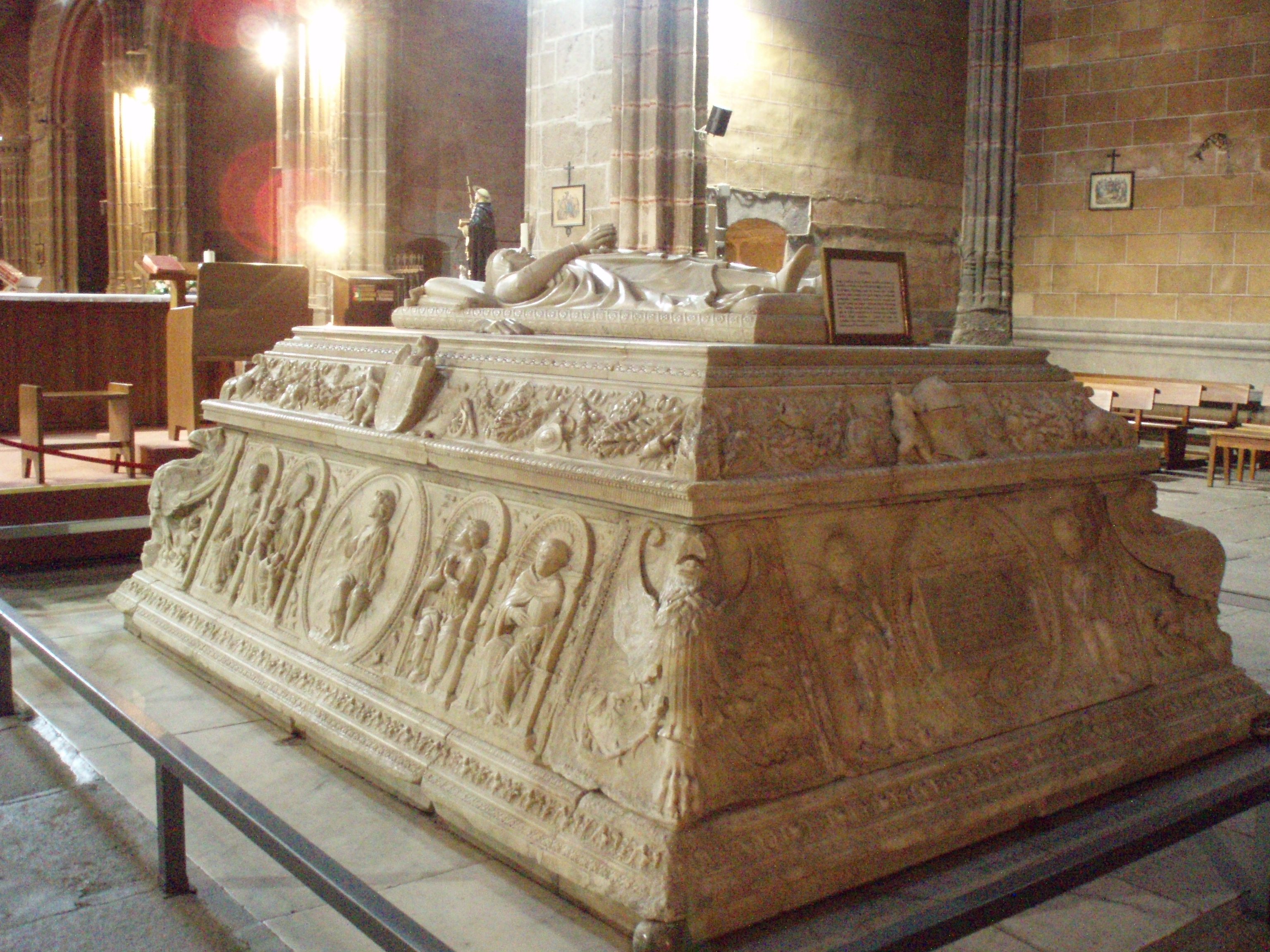
Sarcòfag de l'Infant Joan d'Aragó de l'escultor Domenico Fancelli

### Corona de Castella
L'escultura renaixentista es va fer avinent a través de tres vies diferents: Escultors italians manats cridar pels mecenes i que van realitzar les seves obres a la península; obres importades, procedents dels tallers italians i primera generació d'artistes autòctons. Al primer grup es troben els escultors Domenico Fancelli, Pietro Torrigiano i Jacopo Torni, també anomenat l'Indaco.
- Domenico Fancelli va treballar al Sarcòfag de l'infant Joan d'Aragó  (fill dels Reis Catòlics, mort el 1497) a l'església del monestir de Sant Tomàs d'Àvila, el dels Reis Catòlics a Granada i el mausoleu mural de Diego Hurtado de Mendoza y Quiñones a la catedral de Sevilla de l'any 1509.

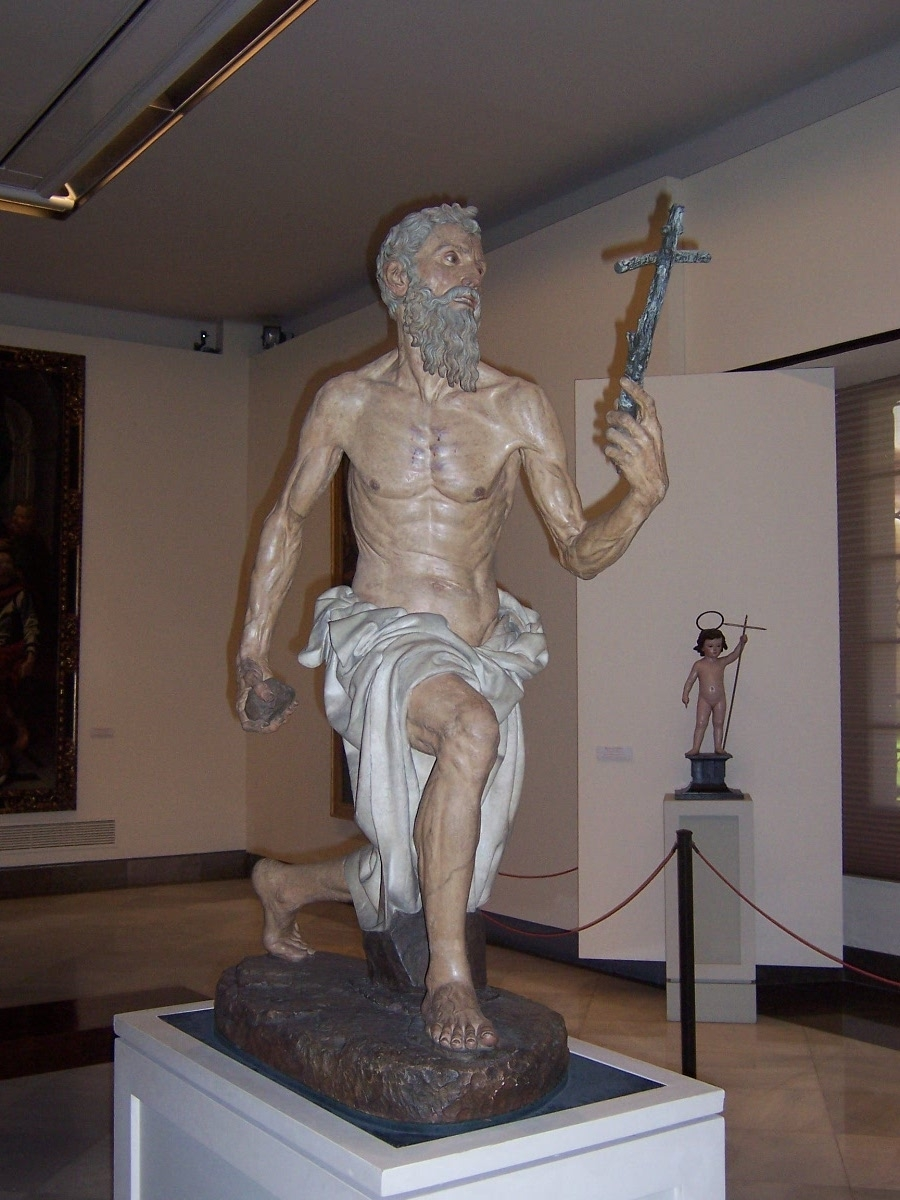
Sant Jeroni de Pietro Torrigiano

- Pietro Torrigiano va ser un gran escultor del fang cuit al qual s'adjudiquen un Sant Jeroni i una estàtua de la Mare de Déu que actualment es troben al Museu de Belles Arts de Sevilla.

Entre les obres encarregades a Itàlia serveixin d'exemple el Sant Joan del taller de Miquel Àngel per a la ciutat d'Úbeda i uns quants relleus del taller de la família Della Robbia.
Pel que fa als artistes escultors autòctons, la primera generació va estar composta per Vasco de la Zarza (rerecor de la catedral d'Ávila), Felipe Bigarny (retaule major de la catedral de Toledo), Bartolomé Ordóñez (cadiratge del cor de la catedral de Barcelona) i Diego de Siloé (sepulcre del senyor Alonso Fonseca a Santa Úrsula de Salamanca).
Ja el segon terç del segle xvi i continuant fins a l'any 1577, van destacar Alonso Berruguete i Juan de Juni; aquest darrer d'origen francès i amb taller a Valladolid, autor dels retaules majors a les esglésies de Santiago i l'Antigua, així com de moltes altres obres que es troben a Segòvia, Ciudad Rodrigo i d'altres poblacions de Castella. Van sorgir també d'altres grans mestres del Renaixement hispànic que, seguint les normes italianes, van saber donar a les seves obres un caràcter propi, creant escola a les diferents regions de l'àmbit peninsular.
El tercer terç va arribar amb el gust classicista. Van treballar a la cort de l'emperador Carles els dos escultors italians Leone Leoni i Pompeo Leoni, pare i fill amb la fosa en bronze de les estàtues de Carles V, de Felip II de Castella i d'altres persones de la família reial.

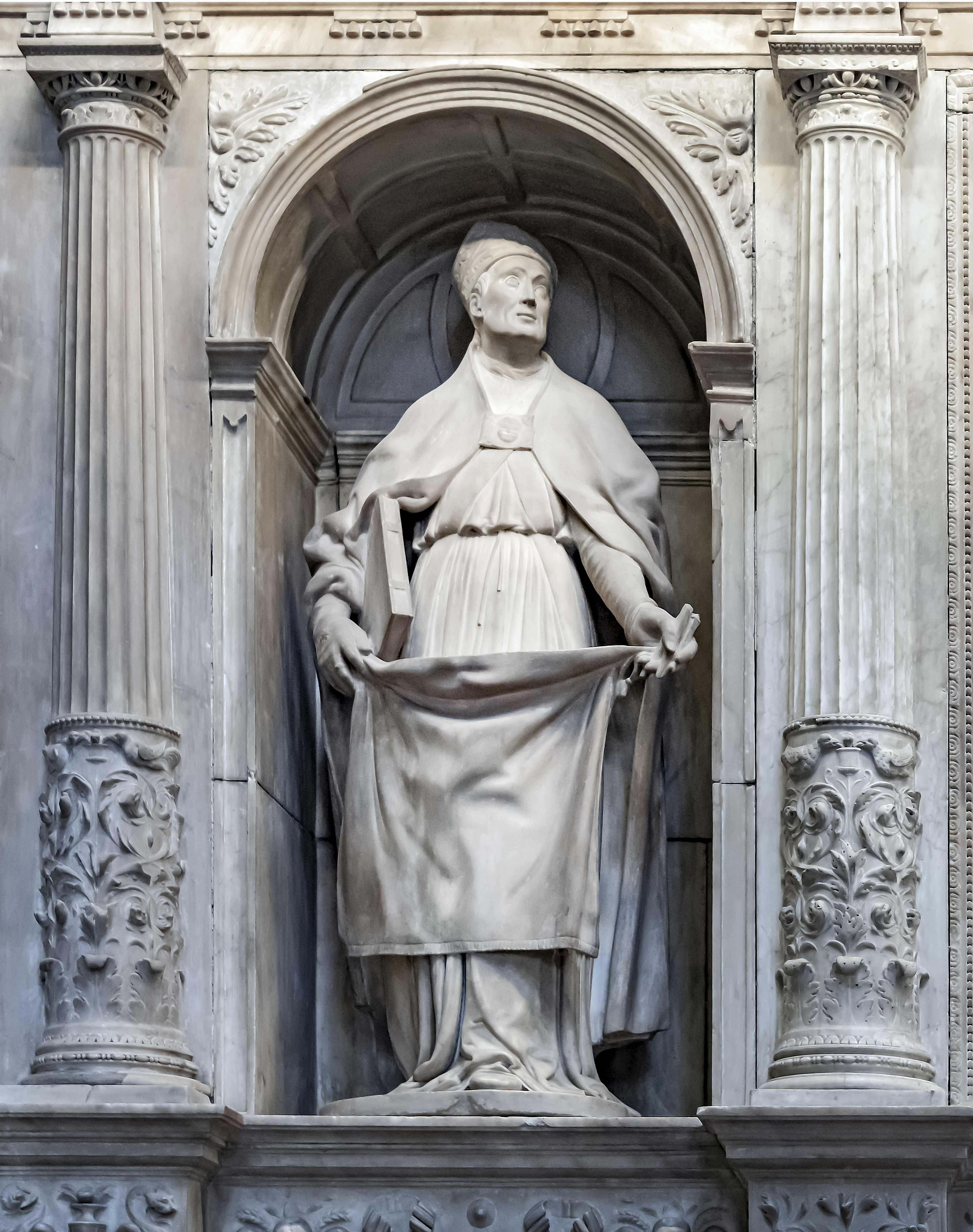
Sant Sever per Bartolomé Ordoñez
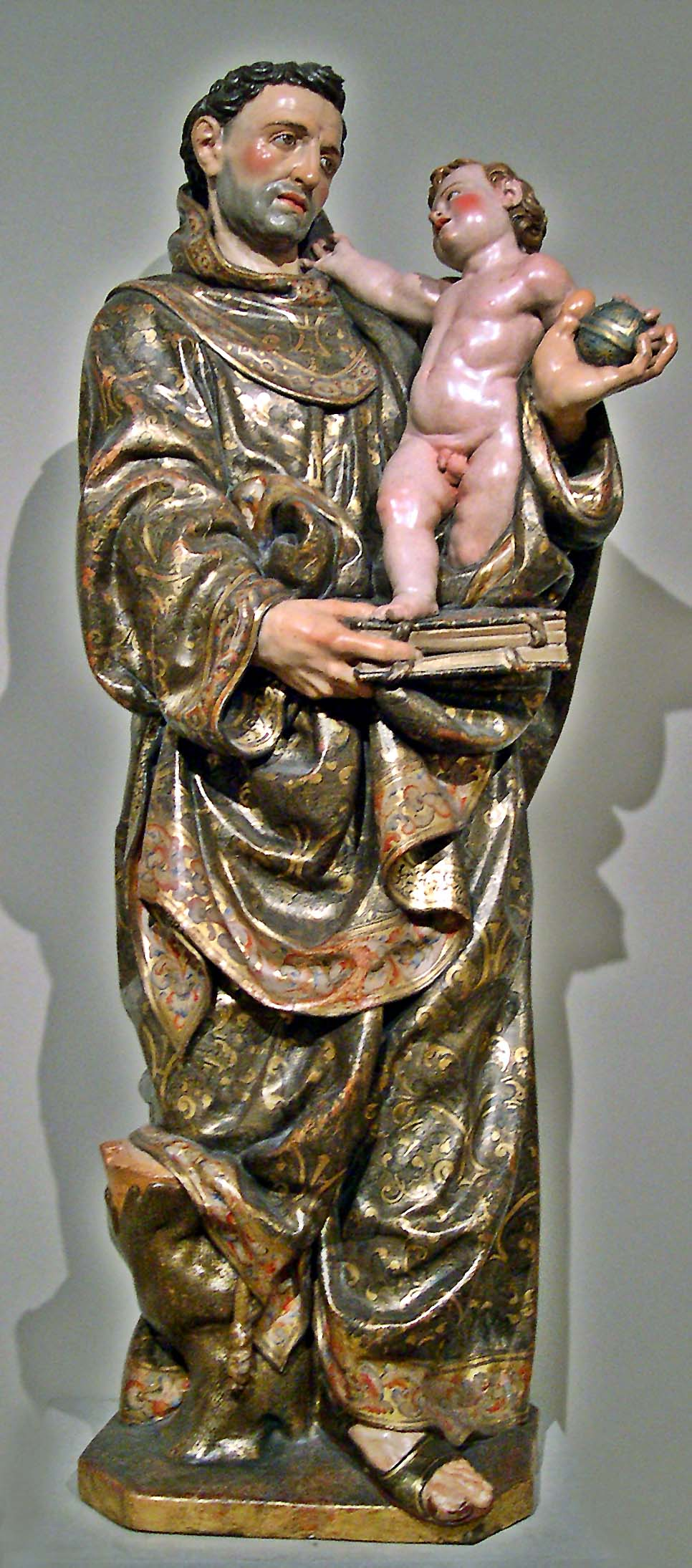
Sant Antoni de Pàdua per Juan de Juni
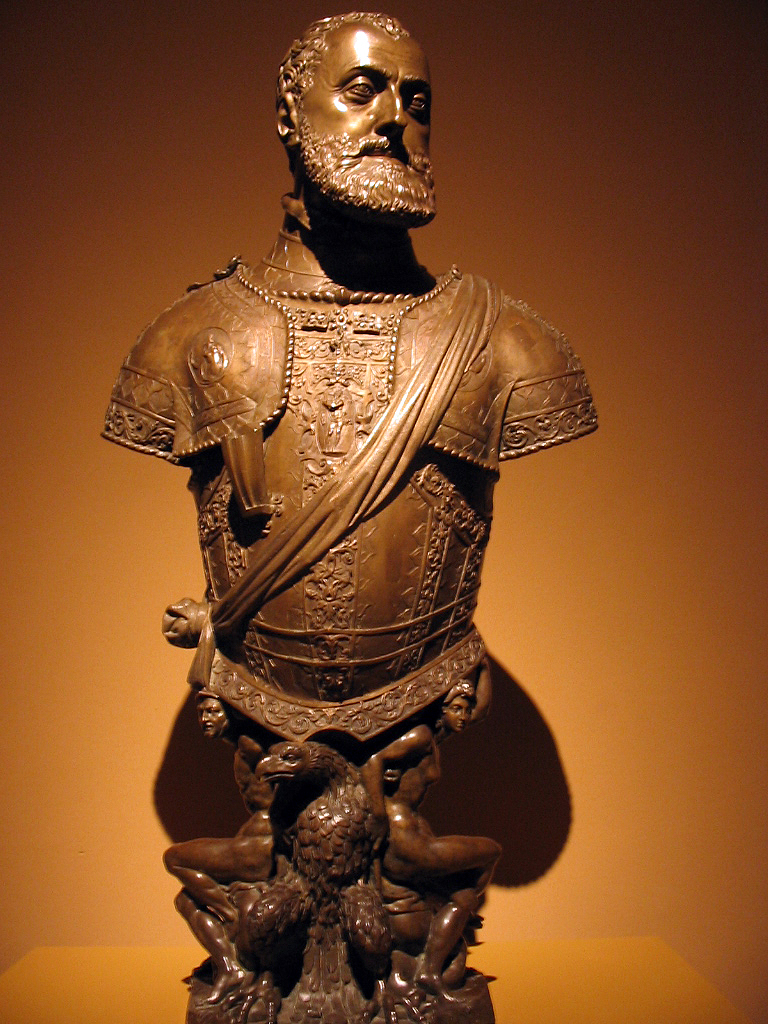
Bust de Carles V per Leone Leoni

### Plateresc

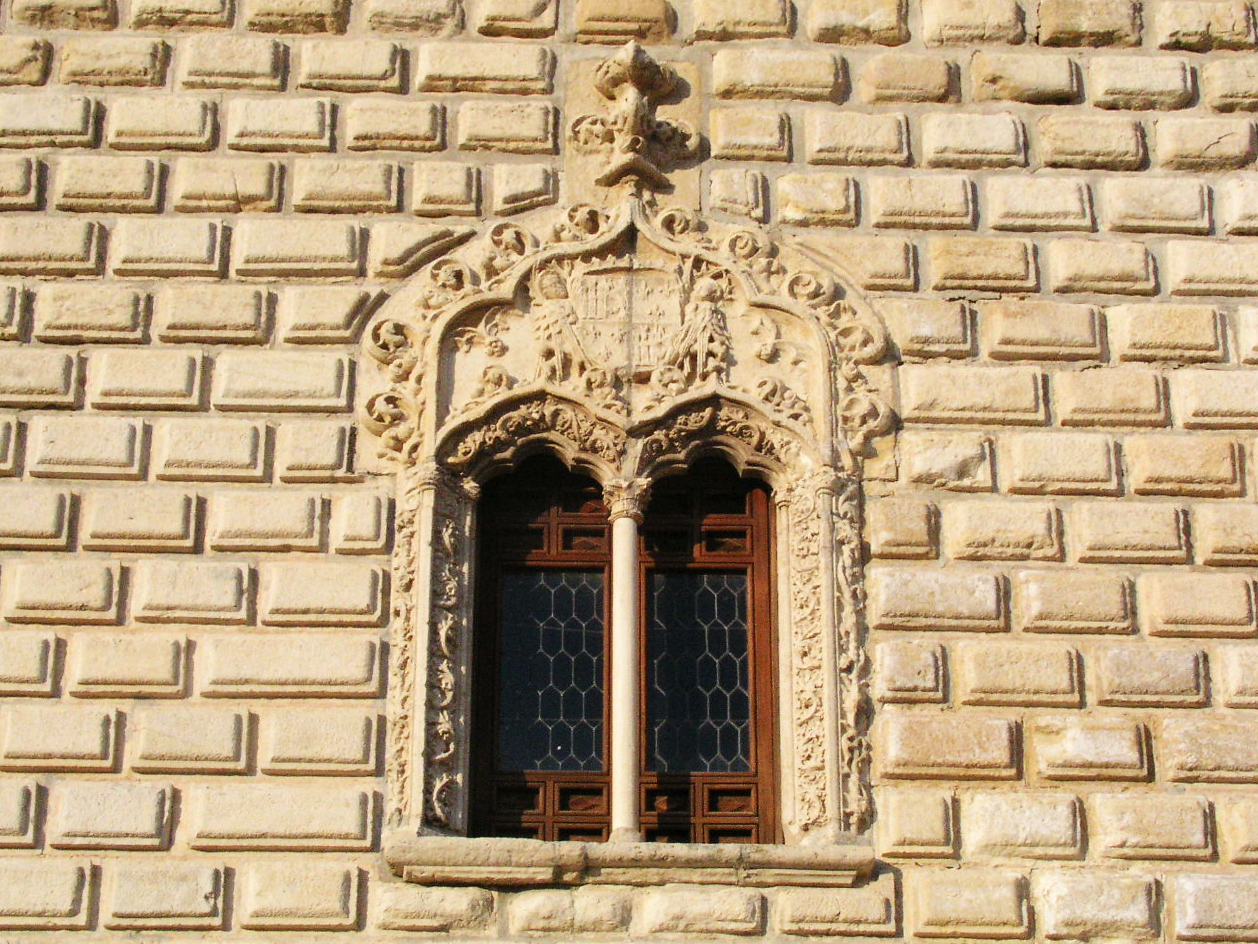
Palau dels ducs de Medinaceli a Cogolludo (Guadalajara).

Dintre del Renaixement, és una varietat de l'alt Renaixement a la península Ibèrica, que es correspon amb l'estil «Manuelí» portuguès. S'anomena també «Gòtic isabelí» o estil «Reis Catòlics», per haver començat amb el regnat d'aquests monarques, encara que s'estén fins als temps de Felip II. El terme plateresc acostuma a emprar-se per a l'arquitectura, però com un art decoratiu i d'ornamentació escultòrica.

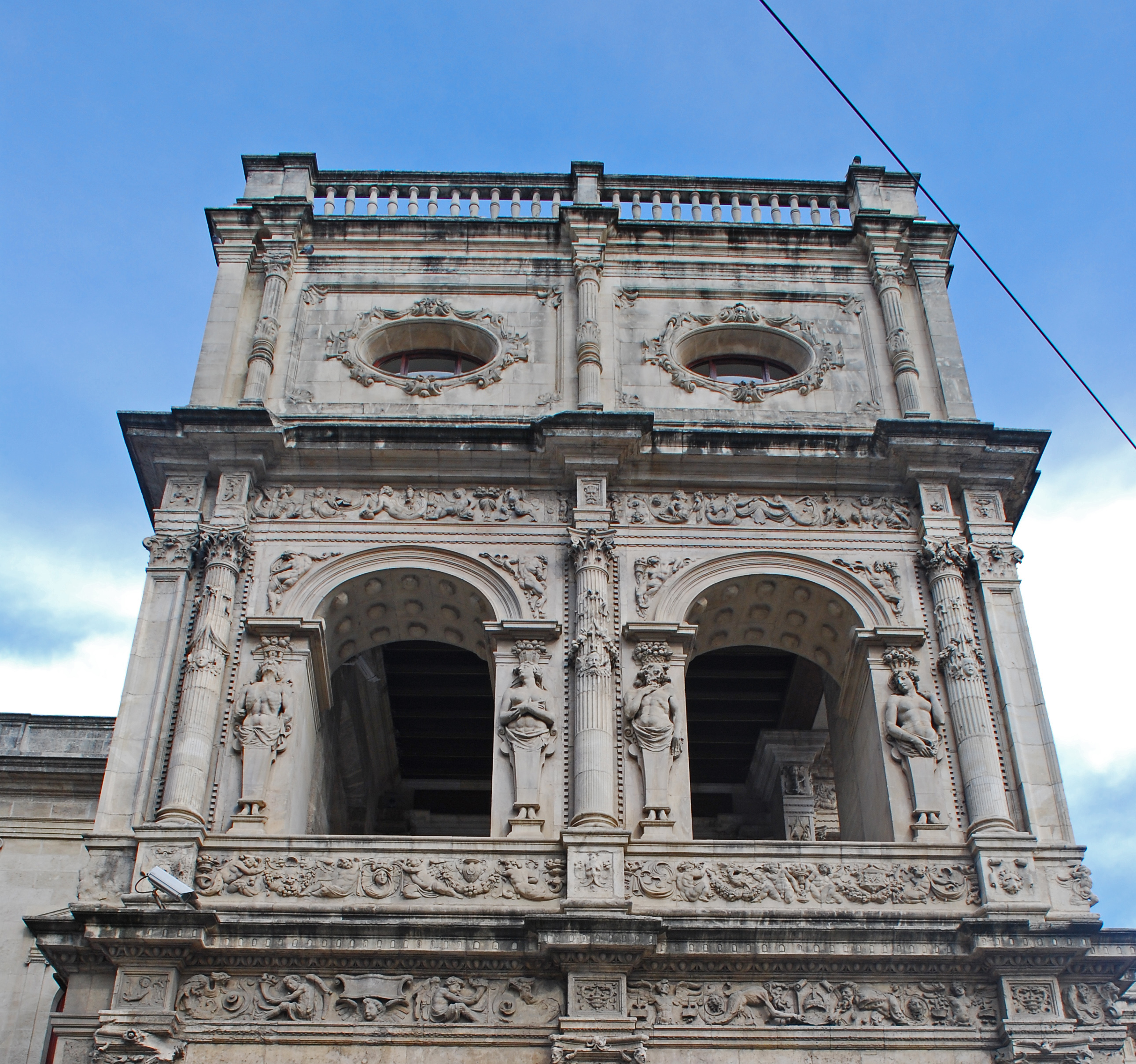
Façana lateral plateresca de l'Ajuntament de Sevilla

Es caracteritza per mantenir uns certs components  gòtics i mudèjars dintre del treball renaixentista. Les façanes s'esculpeixen com si fossin retaules o es tractessin d'obres d'orfebreria, d'aquí el seu nom, derivat de l'espanyol «platero», (argenter). Junt al «coixí» típic del Renaixement es mostren les columnes balustrades amb grotescs i plenes de decoració i finestres de tradició gòtica. Proliferen les mitjacanyes o medallons i els escuts col·locats a les claus de les voltes als arcs. Es tracta d'un gènere molt decoratiu. Va assolir la seva més gran exuberància a Andalusia. Un bon exemple pot ser la façana de l'Ajuntament de Sevilla realitzada per Diego de Riaño.

## Escultura alemanya

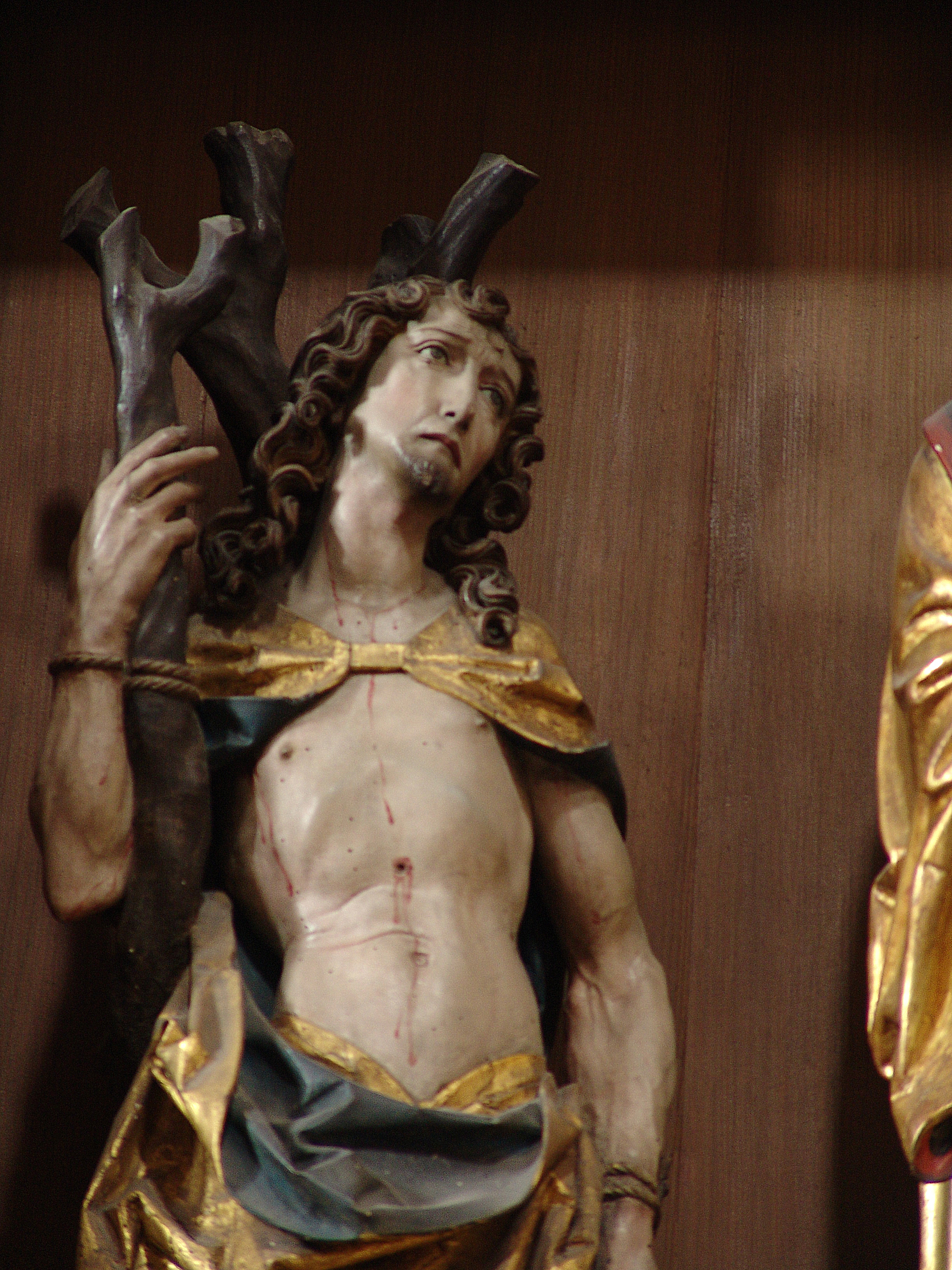
Detall de Sant Sebastià, escultura en fusta policromada per Riemenschneider

La prosperitat de les ciutats germàniques es va fiançar amb l'allargament de l'època gòtica, produint-se als primers decennis del segle xvi la introducció de l'escultura renaixentista amb la influència de l'escola florentina italiana. La major part d'aquesta escultura es va realitzar en fusta, per la gran riquesa forestal de les seves regions i amb una magnífica policromia i daurat. Als escultors alemanys els va costar d'abandonar les vestidures gòtiques i que els seus personatges adquirissin l'esperit clàssic, així es pot veure clarament a les obres de Veit Stoss, al retaule de la Mare de Déu a Santa Maria de Cracòvia, als relleus de la catedral de Bamberg o a l''Anunciació del Rosari a l'església de Sant Llorenç de Núremberg. També al mateix estil es troben les escultures de Tilman Riemenschneider, obres extraordinàries com l'Altar de l'Anunciació de l'església de Creglingen.

Com «món esculpit» es coneix el caràcter que va adoptar l'escultura als països germànics durant la segona meitat del segle xv, que pot veure's als grans políptics d'altar d'algunes esglésies i catedrals alemanyes. Es tracta sovint d'altars de dos i fins a quatre fulles completament esculpides, amb agulles i alts pinacles que allotgen, a la seva part central, la «capsa», amb una escena religiosa. Vasari, coneixedor de l'estil alemany, deia sobre seu:
| « | (...) paciència i subtilesa grandíssima... els escultors operen contínuament de manera que redueixen les coses a tanta subtilesa que deixen esbalaït el món. | » |

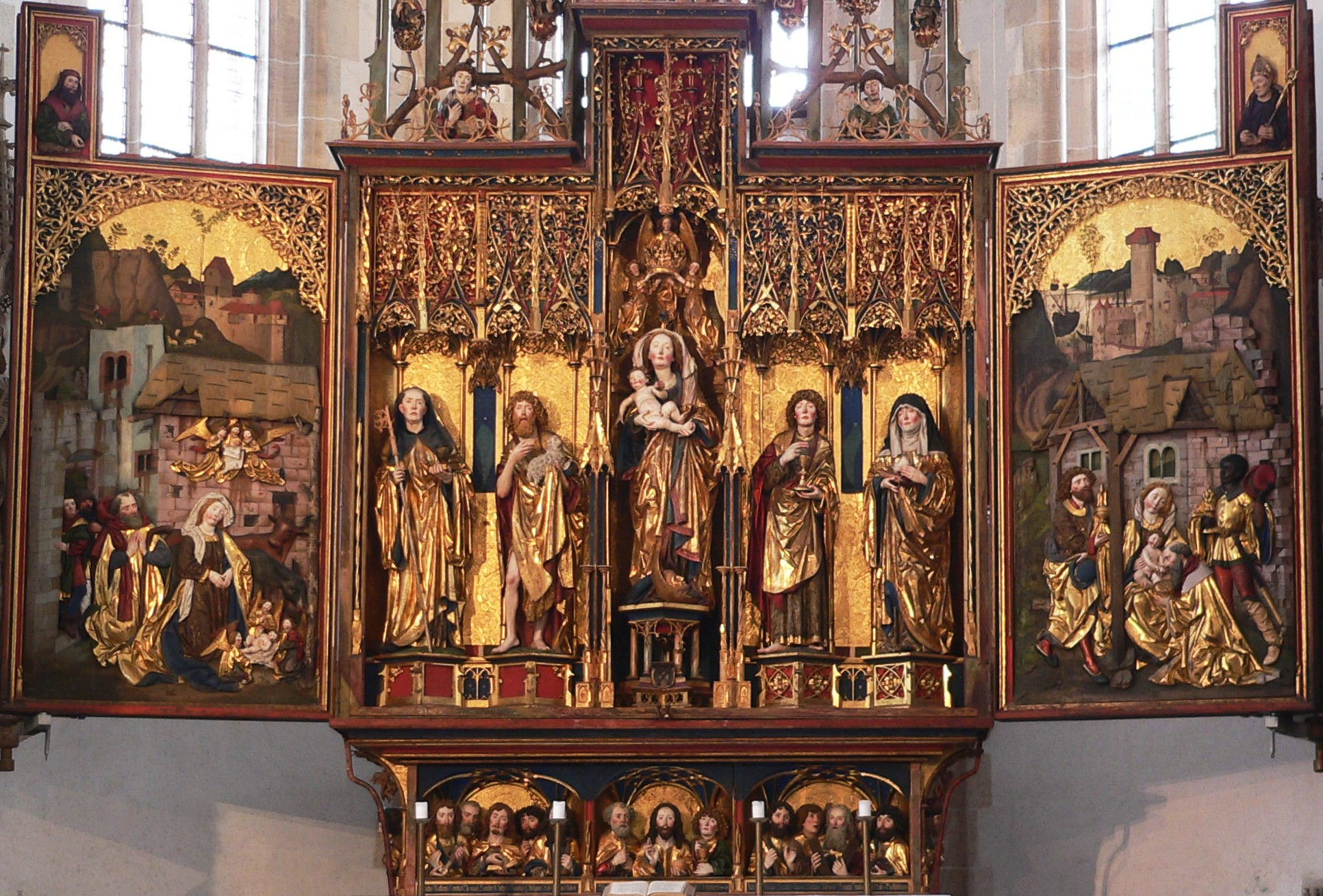
Capsa central de l'altar de Blaubeurer obra de Michel Erhart

Michel Erhart d'Ulm va aconseguir un gran control estilístic. La seva obra més notable és l'altar del monestir benedictí de Blaubeurer (Baden-Württemberg) on es poden apreciar a la capsa cinc grans escultures policromades. Als territoris perifèrics germànics, al sud del Tirol va treballar l'escultor Michael Pacher; entre les seves obres destaca l'altar major de Sant Wolfgang, d'onze metres d'altura i on s'adiu magistralment la pintura amb l'escultura.
L'escultura alemanya va tenir curta vida a l'època del Renaixement. Va destacar com a escultor Peter Vischer juntament amb altres membres de la seva família inspirats més directament al Quattrocento italià, com es veu al sepulcre de Sant Sebaldo (1507-1519) a Núremberg, així com la seva participació en el mausoleu de l'emperador Maxilià a Innsbruck, que havia d'agrupar quaranta estàtues de mida més gran del natural i cent estatuetes més petites amb quaranta busts d'emperadors. D'aquest treball només se'n va arribar a realitzar una tercera part, i les escultures realitzades van ser foses en bronze. També va intervenir en aquesta obra Albrecht Dürer, per a la que va dissenyar el cap del Rei Artur i va realitzar l'escultura de cos complet Vischer, amb la decoració i l'armadura en estil medieval, però amb el clar contrapposto d'un heroi de l'Antiguitat.

## Escultura als Països Baixos

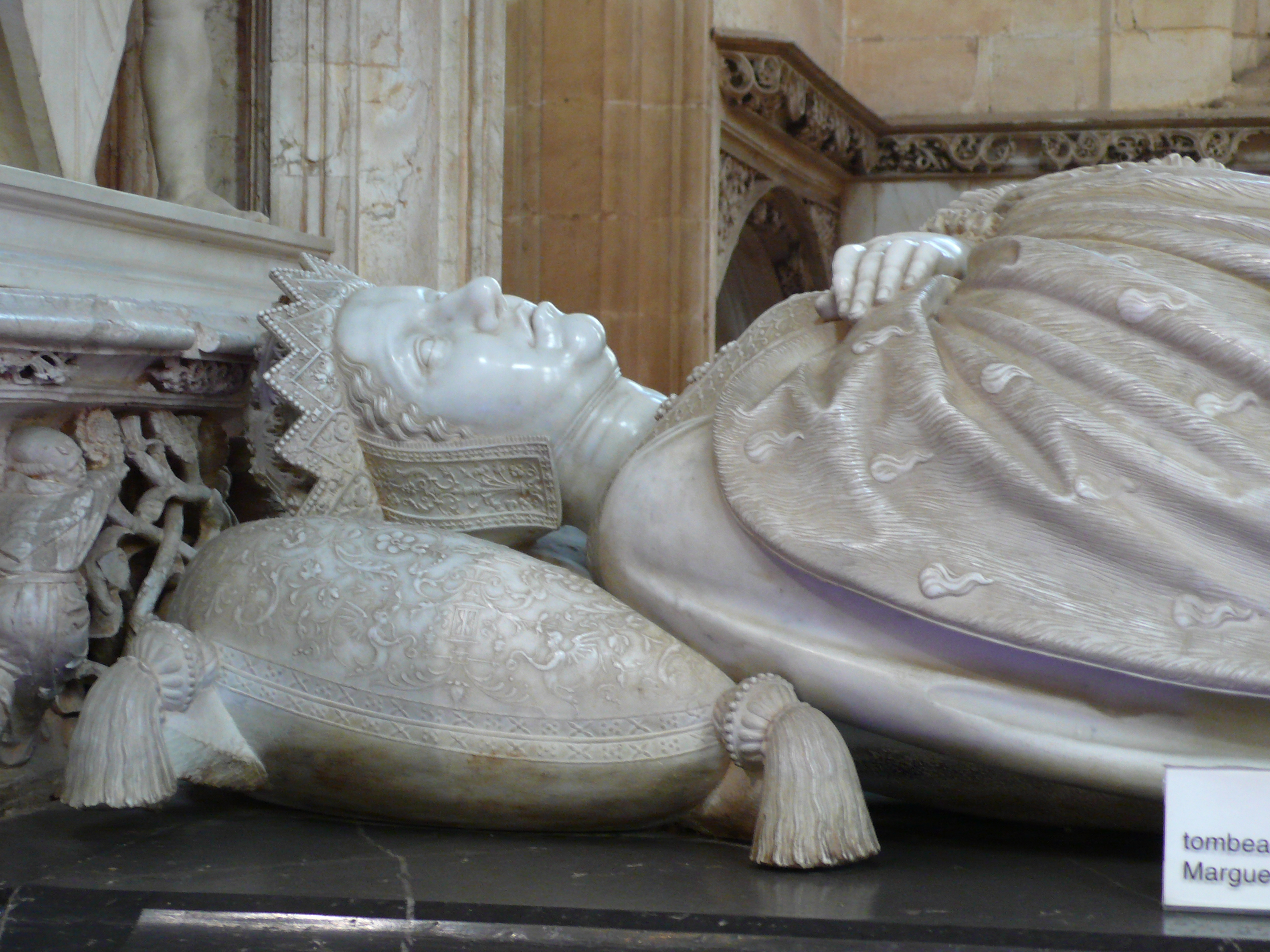
Detall de la tomba de Margarida d'Àustria en Bourg-en-Bresse, realitzat per Conrad Meit

Als Països Baixos s'havien desenvolupat i consolidat completament les activitats artístiques durant el període gòtic a nivells molt alts, el que fa comprensible que fossin refractaris a admetre d'altres criteris. Així doncs, va ser tardana l'acceptació del nou estil que venia d'Itàlia i les decoracions gòtiques es van mantenir encara durant llarg temps. A la realització de retaules, cadiratges de cor i mobiliari religiós amb escultura inclosa, es va utilitzar la talla en fusta, on es van elaborar els elements renaixentistes a l'estil dels realitzats a la part llombarda d'Itàlia.

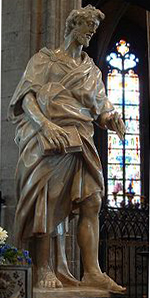
Sant Bartomeu a Mons, obra de Jacques du Broeuq.

El 1507 es converteix en governadora dels Països Baixos Margarida d'Àustria, en nom del seu nebot Carles V, creant una cort de tipus humanista a Malines. Margarida va ser una gran col·leccionista d'art i va prendre al seu servei tota mena d'artistes, entre ells l'escultor Conrad Meit, nascut a Worms, qui treballa l'art del retrat i de petites estàtues de fusta de boix o bronze. Margarida li va encarregar la realització de les figures «en viu i en trànsit» del seu marit Filibert II de Savoia, de la seva mare Maria de Borgonya, i el seu propi per a l'església de Brou de Bourg-en-Bresse.
El belga Herman Glosencamps va construir les escultures decoratives de la xemeneia de les Cases Consistorials de Bruges. A Utrecht es troben diverses estàtues degudes als escultors d'Uries i Kéyser, on el naturalisme renaixentista és apreciable en els detalls anatòmics i en els plegaments de les vestidures, apropant-se de manera plena al nou estil a la segona meitat del segle xvi.
Jacques du Broeuq, mestre de Giambologna, va ser anomenat arquitecte i escultor de la cort per Maria d'Àustria, filla de Carles V, per a la qual va realitzar nombroses obres; entre elles destaca un conjunt d'escultures en alabastre per al cor de Sainte-Waudru de Mons. Els seus relleus s'acosten als escultors italians contemporanis, i s'aprecien traços classicistes als plecs de les seves robes, a l'estil de l'estatuària antiga. Als relleus de més gran mida com el de la Resurrecció es mostra als personatges amb unes siluetes allargades i quasi de ple volum molt acusat.
L'obra de l'escultor i arquitecte Cornelis Floris de Vriendt va tenir una gran semblança a les obres italianes, a la façana de l'ajuntament d'Anvers, als sepulcres dels reis de Dinamarca i els ducs de Prússia a Königsberg, i a la decoració del cor de la catedral de Nostra Senyora de Tournai, realitzat amb una gran semblança a l'estil d'Andrea Sansovino.

## Escultura anglesa

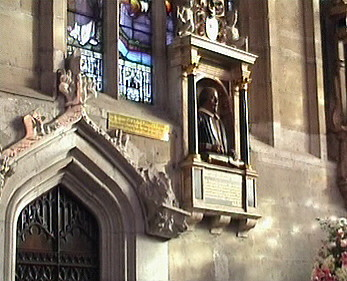
Monument funerari de Shakespeare a Holy Trinity Church, de Stratford, por Gerard Johnson.

L'escultura anglesa del segle xvi deriva de la italiana d'on van venir els més notables artistes que van treballar-hi. Els monarques van exercir una funció destacada en el desenvolupament d'aquest moviment artístic. Entre els primers i principals escultors italians va figurar Pietro Torrigiano, a qui és degut el sepulcre d'Enric VII i Isabel de York. Està realitzat en marbre i bronze daurat, amb les figures jacents dels monarques i a cada angle del sepulcre uns àngels sostenen els escuts d'armes; es troba en una capella de l'abadia de Westminster a Londres. El 1511 va esculpir el sepulcre de Margarida Beaufort, mare d'Enric VII. De 1516 data el sepulcre de l'arxiver reial, John Young, a qui també va representar en un bust conservat a la National Portrait Gallery de Londres.
També li va ser encarregada per Enric VIII la seva pròpia sepultura i la de la seva esposa Caterina d'Aragó el 1518. Malgrat el viatge de l'escultor a Itàlia per contractar ajudants, es desconeixen els motius pels quals no va arribar a realitzar-la i va abandonar la cort anglesa per instal·lar-se a Espanya el 1525. Aquest sepulcre es va realitzar finalment entre 1524 i 1528 per l'escultor italià Benedetto da Rovezzano.
Amb la implantació de la reforma protestant es va suprimir a Anglaterra l'escultura religiosa, i també el contacte amb tot el que pogués venir d'Itàlia perquè s'identificava amb la influència papal. Només els superbs panteons i les estàtues commemoratives de personatges va tenir des d'aleshores algun valor artístic, com el realitzat per l'anglès Richard Parker per a la tomba del comte de Rutland (1543) a Bottesford.
La influència italiana va ser substituïda per la francesa i per la vinguda d'artistes flamencs, entre ells Gerard Johnson (anomenat també Garret Jansen), que va realitzar el sepulcre del comte de Southampton a Titchfield i el monument en honor de William Shakespeare a Stratford.

## Escultura portuguesa

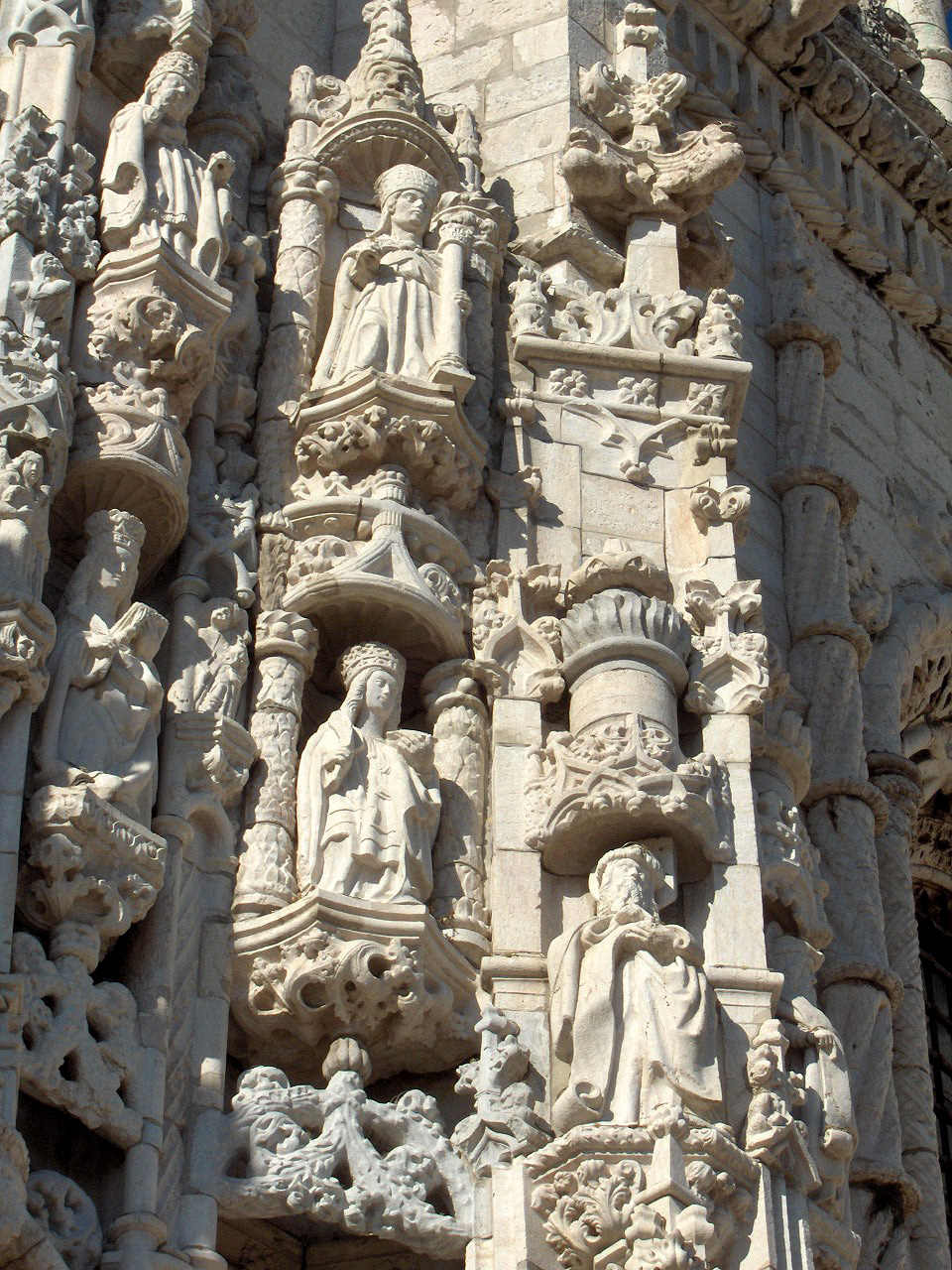
Pòrtic del Monestir dels Jerònims de Belém realitzat per Nicolás Chanterenne

A les darreries del segle xv, Andrea Sansovino va anar a treballar per al rei Joan II de Portugal; sembla que es tenia la sensació que els italians, amb el seu monopoli quasi exclusiu de l'art antic, posseïen també el do del que era correcte dintre de l'art.
Es va crear a prop de la cort de Joan III un focus d'humanisme segons el model de les corts italianes. El Renaixement es va imposar a les ciutats de Coïmbra, Tomar i Évora amb tanta força que en aquesta regió de l'Alentejo va costar força la posterior implantació del barroc. L'escultura portuguesa es va manifestar també italianista al seu primer Renaixement, estant les seves principals obres tres relleus al claustre de l'església de Santa Creu a Coímbra, treballats per artistes portuguesos: 
- Crist davant de Pilat
- Pas de la creu a coll
- Missa de Sant Gregori

Procedent de França, l'artista Nicolás Chanterenne va realitzar el 1515 els sepulcres reials per a aquesta església de Coïmbra. El 1517 se li encarregà el pòrtic central del Monestir dels Jerònims de Belém i les figures orants del rei Manuel i la reina Maria; entre les nombroses obres d'aquest escultor es troba el retaule en alabastre del Palau de Pena per a la ciutat de Sintra. Chanterenne va practicar també l'art del retrat amb busts de gran realisme.
A Coïmbra també es van trobar altres escultors francesos: Joan de Ruán i Felipe Duarte o Orarte, vingut aquest darrer de Toledo i que va ser contractat per realitzar el grup del Sant Sopar, que va ser conclòs el 1534 amb un realisme extraordinari en actituds agitades i impetuoses. El grup es conserva actualment al Museu de la ciutat de Coïmbra. Ruán va treballar en un retaule de la capella del Sagrament de la catedral d'aquesta ciutat; també destaca el púlpit que va fer per al monestir de Santa Creu. Aquest artista va arribar a muntar un taller important, on s'esculpien un gran nombre d'obres. A mitjans d'aquest segle, es va poder apreciar la influència castellana a diverses obres del monestir de Belém, com en un Crucificat de fusta l'estil del qual és similar al del cercle de Diego de Siloé.

## Escultura hispanoamericana
En general l'escultura hispanoamericana renaixentista es va aconseguir, gràcies en gran part, als ordes religiosos i a la seva feina d'ensenyament juntament amb la disponibilitat de models d'obres portades d'Espanya, que van ser d'on en moltes ocasions es copiava, per damunt de tot la iconografia de les imatges.
A l'Equador van ser precisament els missioners franciscans d'origen flamenc Pedro Gosseal i Jodoco Rique els que van fundar la primera escola al convent de Sant Francesc de Quito, ensenyant coneixements a l'art de l'arquitectura i la talla, tant en pedra com en fusta, a més a més de la religió i les lletres. Els artistes locals van aconseguir unes bones interpretacions mesclades amb motius de la seva tradició amb la ingenuïtat dels rostres de les imatges, així com de la policromia amb colors més primaris i molt més vistosos, on es pot apreciar als retaules que es van construir durant el cinc-cents a Mèxic, així com a la decoració emprada a les piques baptismals i a les creus dels patis conventuals.
Un escultor que va destacar és el guatemalenc Quirio Cataño, que va ser autor, entre altres imatges, del Crist Negre d'Esquipulas de l'any 1594.